# Liste der Großsteingräber in Sachsen-Anhalt
Die Liste der Großsteingräber in Sachsen-Anhalt umfasst alle circa 470 bis 480 bekannten Großsteingräber auf dem Gebiet des heutigen Bundeslandes Sachsen-Anhalt. Darüber hinaus sind 120 Flurnamenhinweise aufgeführt, die auf weitere Gräber, aber auch auf natürliche Formationen oder andere menschliche Hinterlassenschaften wie beispielsweise Menhire hinweisen könnten. Angaben zur Forschungsgeschichte, regionalen Verteilung und kulturellen Einordnung der Gräber finden sich im Artikel Megalithik in Sachsen-Anhalt.

## Liste der Gräber
- Grab: Nennt die Bezeichnung des Grabes sowie gebräuchliche Alternativbezeichnungen
- Ort: Nennt die Gemeinde und ggf. den Ortsteil, in dem sich das Grab befindet.
- Landkreis: Nennt den Landkreis, dem die Gemeinde angehört. ABI: Landkreis Anhalt-Bitterfeld; BK: Landkreis Börde; DE: Dessau-Roßlau (kreisfreie Stadt); HZ: Landkreis Harz; JL: Landkreis Jerichower Land; MD: Magdeburg (kreisfreie Stadt); MSH: Landkreis Mansfeld-Südharz; SAW: Altmarkkreis Salzwedel; SDL: Landkreis Stendal; SK: Saalekreis; SLK: Salzlandkreis
- Typ: Unterscheidung verschiedener Grabtypen
  - Urdolmen: kleine quadratische oder rechteckige Grabkammer mit vier Wandsteien und einem Deckstein, mit oder ohne Zugang
  - Erweiterter Dolmen: rechteckige Grabkammer mit mindestens vier Wandsteinen an den Langseiten, zwei Decksteinen und Zugang an einer Schmalseite
  - Großdolmen: rechteckige Grabkammer mit mindestens sechs Wandsteinen an den Langseiten, drei Decksteinen und Zugang an einer Schmalseite
  - Polygonaldolmen: Grabkammer aus mindestens fünf Wandsteinen, vieleckiger oder runder Grundriss, meist ein einzelner großer Deckstein, seitlicher Zugang
  - Ganggrab: rechteckige, trapezförmige oder konvexe Grabkammer mit mindestens drei Wandsteinpaaren an den Langseiten und Zugang an einer Langseite
  - Galeriegrab: in den Boden eingetiefte rechteckige Grabkammer mit Zugang über einen Vorraum an einer Schmalseite
    - Mitteldeutsche Kammer: kleines Derivat des Galeriegrabs mit einer Länge von bis zu 5 m

  - Eingesenktes Kammergrab: auf westeuropäische Galeriegräber zurückgehende, in den Boden eingetiefte rechteckige Grabkammer mit Zugang über einen Vorraum an einer Schmalseite
  - Kammerloses Hünenbett: langgestreckte Anlage mit rechteckiger oder trapezförmiger Hügelschüttung und steinerner Umfassung und Holzbau, Steinpackung oder Erdgrube anstelle einer megalithischen Grabkammer
  - Steinkiste: kleine eingesenkte oder unterirdisch angelegte submegalithische Grabkammer mit vier Wandsteinen und einem Deckstein, ohne Zugang
  - Mauerkammergrab: meist eingesenkte nichtmegalithische Grabkammer mit Wänden aus Trockenmauerwerk

### Erhaltene Gräber
| Grab                                                                        | Ort                                                | Landkreis | Typ                                     | Anmerkungen | Bild                                      |
| --------------------------------------------------------------------------- | -------------------------------------------------- | --------- | --------------------------------------- | --- | ----------------------------------------- |
| Großsteingrab AHA 9 (Großsteingrab Haldensleben II 9)                       | Haldensleben, OT Haldensleben II                   | BK        | unbekannt                               | |                                           |
| Großsteingrab AHA 10 (Großsteingrab Haldensleben II 10, „Teufelsküche“)     | Haldensleben, OT Haldensleben II                   | BK        | erweiterter Dolmen                      | Restaurierung 1992, bei Beier als Großdolmen kategorisiert | Großsteingrab Teufelsküche                |
| Großsteingrab AHA 11 (Großsteingrab Haldensleben II 11)                     | Haldensleben, OT Haldensleben II                   | BK        | unbekannt                               | | Großsteingrab AHA 11                      |
| Großsteingrab AHA 12/13 (Großsteingrab Haldensleben II 12/13, „Steineiche“) | Haldensleben, OT Haldensleben II                   | BK        | Ganggrab                                | in der Literatur auch irrtümlich als zwei Gräber geführt | Großsteingrab Steineiche                  |
| Großsteingrab AHA 14 (Großsteingrab Haldensleben II 14)                     | Haldensleben, OT Haldensleben II                   | BK        | unbekannt                               | | Großsteingrab AHA 14                      |
| Großsteingrab AHA 15 (Großsteingrab Haldensleben II 15)                     | Haldensleben, OT Haldensleben II                   | BK        | Ganggrab                                | | Großsteingrab AHA 15                      |
| Großsteingrab AHA 16 (Großsteingrab Haldensleben II 16)                     | Haldensleben, OT Haldensleben II                   | BK        | Ganggrab                                | | Großsteingrab AHA 16                      |
| Großsteingrab AHA 17 (Großsteingrab Haldensleben II 17)                     | Haldensleben, OT Haldensleben II                   | BK        | unbekannt                               | | Großsteingrab AHA 17                      |
| Großsteingrab AHA 18 (Großsteingrab Haldensleben II 18)                     | Haldensleben, OT Haldensleben II                   | BK        | Großdolmen                              | | Großsteingrab AHA 18                      |
| Großsteingrab AHA 19 (Großsteingrab Haldensleben II 19)                     | Haldensleben, OT Haldensleben II                   | BK        | Ganggrab                                | | Großsteingrab AHA 19                      |
| Großsteingrab AHA 20 (Großsteingrab Haldensleben II 20)                     | Haldensleben, OT Haldensleben II                   | BK        | Großdolmen                              | | Großsteingrab AHA 20                      |
| Großsteingrab AHA 21 (Großsteingrab Haldensleben II 21)                     | Haldensleben, OT Haldensleben II                   | BK        | Ganggrab                                | | Großsteingrab AHA 21                      |
| Großsteingrab AHA 22 (Großsteingrab Haldensleben II 22)                     | Haldensleben, OT Haldensleben II                   | BK        | Ganggrab                                | | Großsteingrab AHA 22                      |
| Großsteingrab AHA 23 (Großsteingrab Haldensleben II 23)                     | Haldensleben, OT Haldensleben II                   | BK        | Ganggrab                                | Grabung 1896–97? | Großsteingrab AHA 23                      |
| Großsteingrab AHA 24 (Großsteingrab Haldensleben II 24)                     | Haldensleben, OT Haldensleben II                   | BK        | Ganggrab                                | | Großsteingrab AHA 24                      |
| Großsteingrab AHA 25 (Großsteingrab Haldensleben II 25)                     | Haldensleben, OT Haldensleben II                   | BK        | Ganggrab                                | | Großsteingrab AHA 25                      |
| Großsteingrab AHA 26 (Großsteingrab Haldensleben II 26)                     | Haldensleben, OT Haldensleben II                   | BK        | unbekannt                               | | Großsteingrab AHA 26                      |
| Großsteingrab AHA 27 (Großsteingrab Haldensleben II 27)                     | Haldensleben, OT Haldensleben II                   | BK        | Ganggrab                                | | Großsteingrab AHA 27                      |
| Großsteingrab AHA 28 (Großsteingrab Haldensleben II 28)                     | Haldensleben, OT Haldensleben II                   | BK        | unbekannt                               | | Großsteingrab AHA 28                      |
| Großsteingrab AHA 31 (Großsteingrab Haldensleben II 31)                     | Haldensleben, OT Haldensleben II                   | BK        | unbekannt                               | |                                           |
| Großsteingrab AHA 32 (Großsteingrab Haldensleben II 32)                     | Haldensleben, OT Haldensleben II                   | BK        | unbekannt                               | |                                           |
| Großsteingrab AHA 33 (Großsteingrab Haldensleben II 33)                     | Haldensleben, OT Haldensleben II                   | BK        | unbekannt                               | |                                           |
| Großsteingrab AHA 34 (Großsteingrab Haldensleben II 34)                     | Haldensleben, OT Haldensleben II                   | BK        | unbekannt                               | Grabung 2013 |                                           |
| Großsteingrab ALV 3 (Großsteingrab Bebertal I 3)                            | Hohe Börde, OT Bebertal I                          | BK        | Ganggrab                                | | Großsteingrab ALV 3                       |
| Großsteingrab ALV 4 (Großsteingrab Bebertal I 4)                            | Hohe Börde, OT Bebertal I                          | BK        | Ganggrab                                | | Großsteingrab ALV 4                       |
| Großsteingrab ALV 5 (Großsteingrab Bebertal I 5)                            | Hohe Börde, OT Bebertal I                          | BK        | Ganggrab                                | | Großsteingrab ALV 5                       |
| Großsteingrab ALV 6 (Großsteingrab Bebertal I 6)                            | Hohe Börde, OT Bebertal I                          | BK        | Ganggrab                                | | Großsteingrab ALV 6                       |
| Großsteingrab ALV 10 (Großsteingrab Bebertal I 10)                          | Hohe Börde, OT Bebertal I                          | BK        | unbekannt                               | | Großsteingrab ALV 10                      |
| Großsteingrab ALV 11 (Großsteingrab Bebertal I 11)                          | Hohe Börde, OT Bebertal I                          | BK        | unbekannt                               | | Großsteingrab ALV 11                      |
| Großsteingrab ALV 13 (Großsteingrab Bebertal I 13)                          | Hohe Börde, OT Bebertal I                          | BK        | unbekannt                               | | Großsteingrab ALV 13                      |
| Großsteingrab ALV 15 (Großsteingrab Bebertal I 15)                          | Hohe Börde, OT Bebertal I                          | BK        | unbekannt                               | | Großsteingrab ALV 15                      |
| Großsteingrab ALV 16 (Großsteingrab Bebertal I 16)                          | Hohe Börde, OT Bebertal I                          | BK        | Ganggrab                                | | Großsteingrab ALV 16                      |
| Großsteingrab ALV 17 (Großsteingrab Bebertal I 17)                          | Hohe Börde, OT Bebertal I                          | BK        | Ganggrab                                | | Großsteingrab ALV 17                      |
| Großsteingrab ALV 18 (Großsteingrab Bebertal I 18)                          | Hohe Börde, OT Bebertal I                          | BK        | Ganggrab                                | | Großsteingrab ALV 18                      |
| Großsteingrab ALV 19 (Großsteingrab Bebertal I 19)                          | Hohe Börde, OT Bebertal I                          | BK        | erweiterter Dolmen                      | | Großsteingrab ALV 19                      |
| Großsteingrab ALV 20 (Großsteingrab Bebertal I 20)                          | Hohe Börde, OT Bebertal I                          | BK        | Ganggrab                                | | Großsteingrab ALV 20                      |
| Großsteingrab ALV 21 (Großsteingrab Bebertal I 21)                          | Hohe Börde, OT Bebertal I                          | BK        | erweiterter Dolmen                      | | Großsteingrab ALV 21                      |
| Großsteingrab ALV 22 (Großsteingrab Bebertal I 22)                          | Hohe Börde, OT Bebertal I                          | BK        | Großdolmen                              | Grabung 1896–98? | Großsteingrab ALV 22                      |
| Großsteingrab ALV 23 (Großsteingrab Bebertal I 23)                          | Hohe Börde, OT Bebertal I                          | BK        | Ganggrab                                | | Großsteingrab ALV 23                      |
| Großsteingrab ALV 25 (Großsteingrab Bebertal I 24)                          | Hohe Börde, OT Bebertal I                          | BK        | erweiterter Dolmen                      | | Großsteingrab ALV 25                      |
| Großsteingrab ALV 26 (Großsteingrab Bebertal I 25)                          | Hohe Börde, OT Bebertal I                          | BK        | unbekannt                               | | Großsteingrab ALV 26                      |
| Großsteingrab ALV 27 (Großsteingrab Bebertal I 26)                          | Hohe Börde, OT Bebertal I                          | BK        | unbekannt                               | | Großsteingrab ALV 27                      |
| Großsteingrab ALV 28 (Großsteingrab Bebertal I 28)                          | Hohe Börde, OT Bebertal I                          | BK        | erweiterter Dolmen                      | | Großsteingrab ALV 28                      |
| Großsteingrab ALV 29 (Großsteingrab Bebertal I 29)                          | Hohe Börde, OT Bebertal I                          | BK        | erweiterter Dolmen oder Polygonaldolmen | | Großsteingrab ALV 29                      |
| Großsteingrab ALV 30 (Großsteingrab Bebertal I 30)                          | Hohe Börde, OT Bebertal I                          | BK        | Dolmen                                  | | Großsteingrab ALV 30                      |
| Großsteingrab ALV 31 (Großsteingrab Bebertal I 31)                          | Hohe Börde, OT Bebertal I                          | BK        | Ganggrab                                | | Großsteingrab ALV 31                      |
| Großsteingrab ALV 32 (Großsteingrab Bebertal I 32)                          | Hohe Börde, OT Bebertal I                          | BK        | unbekannt                               | |                                           |
| Großsteingrab ALV 33 (Großsteingrab Bebertal I 33, „Kaisergrab“)            | Hohe Börde, OT Bebertal I                          | BK        | Ganggrab                                | Grabung 1968–69 | Großsteingrab Kaisergrab                  |
| Großsteingrab ALV 34 (Großsteingrab Bebertal I 34)                          | Hohe Börde, OT Bebertal I                          | BK        | unbekannt                               | | Großsteingrab ALV 34                      |
| Großsteingrab ALV 35 (Großsteingrab Bebertal I 35)                          | Hohe Börde, OT Bebertal I                          | BK        | Ganggrab                                | | Großsteingrab ALV 35                      |
| Großsteingrab ALV 39 (Großsteingrab Bebertal I 39)                          | Hohe Börde, OT Bebertal I                          | BK        | unbekannt                               | Grabung 1967 |                                           |
| Großsteingrab ALV 40 (Großsteingrab Bebertal I 40)                          | Hohe Börde, OT Bebertal I                          | BK        | Ganggrab                                | Grabung 1967 |                                           |
| Großsteingrab ALV 41 (Großsteingrab Bebertal I 41)                          | Hohe Börde, OT Bebertal I                          | BK        | vermutlich Ganggrab                     | | Großsteingrab ALV 41                      |
| Großsteingrab ALV 42 (Großsteingrab Bebertal I 42)                          | Hohe Börde, OT Bebertal I                          | BK        | Ganggrab                                | Grabung 1966–67 |                                           |
| Großsteingrab ALV 44 (Großsteingrab Bebertal I 44)                          | Hohe Börde, OT Bebertal I                          | BK        | vermutlich Ganggrab                     | | Großsteingrab ALV 44                      |
| Großsteingrab ALV 45 (Großsteingrab Bebertal I 45)                          | Hohe Börde, OT Bebertal I                          | BK        | Dolmen                                  | | Großsteingrab ALV 45                      |
| Großsteingrab ALV 46 (Großsteingrab Bebertal I 46)                          | Hohe Börde, OT Bebertal I                          | BK        | unbekannt                               | | Großsteingrab ALV 46                      |
| Großsteingrab Beesewege                                                     | Bismark, Ortschaft Hohenwulsch, OT Beesewege       | SDL       | Großdolmen                              | nach 1870 weitgehend zerstört, heute nur noch Reste erhalten; bei Beier als vermutliches Ganggrab eingeordnet | Großsteingrab Beesewege                   |
| Großsteingrab Bierstedt                                                     | Rohrberg, OT Groß Bierstedt                        | SAW       | Großdolmen                              | Bei Beier als erweiterter Dolmen geführt. Aus Bierstedt sind noch zwölf zerstörte Gräber bekannt. Grabungen 1728, aber unklar an welchem Grab | Großsteingrab Bierstedt                   |
| Großsteingrab Bornsen 1                                                     | Jübar, OT Bornsen                                  | SAW       | Großdolmen                              | | Großsteingrab Bornsen 1                   |
| Großsteingrab Bornsen 2                                                     | Jübar, OT Bornsen                                  | SAW       | Großdolmen                              | | Großsteingrab Bornsen 2                   |
| Großsteingrab Bretsch 1                                                     | Altmärkische Höhe, OT Bretsch                      | SDL       | Großdolmen                              | Grabung 1838; bei Beier als Großdolmen oder Ganggrab kategorisiert | Großsteingrab Bretsch 1                   |
| Großsteingrab Bretsch 2 („Dornröschengrab“)                                 | Altmärkische Höhe, OT Bretsch                      | SDL       | Großdolmen                              | bei Beier als Großdolmen oder Ganggrab kategorisiert |                                           |
| Großsteingrab Bretsch 3                                                     | Altmärkische Höhe, OT Bretsch                      | SDL       | Großdolmen                              | Grabung 1748 |                                           |
| Großsteingrab Bülitz                                                        | Bismark, Ortschaft Grassau, OT Bülitz              | SDL       | Großdolmen                              | | Großsteingrab Bülitz                      |
| Großsteingrab Diesdorf 1                                                    | Diesdorf                                           | SAW       | Großdolmen                              | | Großsteingrab Diesdorf 1                  |
| Großsteingrab Diesdorf 2                                                    | Diesdorf                                           | SAW       | Ganggrab                                | | Großsteingrab Diesdorf 2                  |
| Großsteingrab Diesdorf 3                                                    | Diesdorf                                           | SAW       | Großdolmen                              | | Großsteingrab Diesdorf 2                  |
| Großsteingrab DÖN 4 (Großsteingrab Bebertal II 4, „Königsgrab“)             | Hohe Börde, OT Bebertal II                         | BK        | Ganggrab                                | Bei Beier als zwei Grabkammern in einem Hünenbett geführt |                                           |
| Großsteingrab DÖN 8 (Großsteingrab Bebertal II 8)                           | Hohe Börde, OT Bebertal II                         | BK        | erweiterter Dolmen                      | Grabung 1958 |                                           |
| Großsteingrab DÖN 10 (Großsteingrab Bebertal II 10)                         | Hohe Börde, OT Bebertal II                         | BK        | Ganggrab                                | Grabung 2011–12 |                                           |
| Großsteingrab DÖN 11 (Großsteingrab Bebertal II 11)                         | Hohe Börde, OT Bebertal II                         | BK        | erweiterter Dolmen                      | Grabung 2014 | Großsteingrab DÖN 11                      |
| Großsteingrab DÖN 13 (Großsteingrab Bebertal II 13)                         | Hohe Börde, OT Bebertal II                         | BK        | unbekannt                               | Grabung 1935 (undokumentiert) |                                           |
| Großsteingrab DÖN 14 (Großsteingrab Bebertal II 14)                         | Hohe Börde, OT Bebertal II                         | BK        | unbekannt                               | |                                           |
| Großsteingrab DÖN 19 (Großsteingrab Bebertal II 19)                         | Hohe Börde, OT Bebertal II                         | BK        | unbekannt                               | |                                           |
| Großsteingrab Drebenstedt 1                                                 | Jübar, OT Drebenstedt                              | SAW       | Großdolmen                              | Funde geborgen; bei Beier irrtümlich als Ganggrab geführt | Großsteingrab Drebenstedt                 |
| Großsteingrab Drosa („Teufelskeller“)                                       | Osternienburger Land, OT Drosa                     | ABI       | Ganggrab                                | Grabung 1904 | Großsteingrab Drosa                       |
| Großsteingrab EMD 12 (Großsteingrab Emden 12)                               | Altenhausen, OT Emden                              | BK        | Ganggrab                                | | Großsteingrab EMD 12                      |
| Großsteingrab EMD 44 (Großsteingrab Emden 44)                               | Altenhausen, OT Emden                              | BK        | unbekannt                               | | Großsteingrab EMD 44                      |
| Großsteingrab EMD 45 (Großsteingrab Emden 45)                               | Altenhausen, OT Emden                              | BK        | unbekannt                               | | Großsteingrab EMD 45                      |
| Großsteingrab Erxleben („Heidenkrippe“)                                     | Erxleben                                           | BK        | unbekannt                               | |                                           |
| Großsteingrab Gehrden 1                                                     | Zerbst/Anhalt, OT Gehrden                          | ABI       | kammerloses Hünenbett                   | Funde geborgen | Hünenbett Gehrden                         |
| Großsteingrab Grabow (Großsteingrab Friedensau)                             | Möckern, OT Friedensau                             | JL        | unbekannt                               | | Großsteingrab Grabow                      |
| Großsteingrab Grimschleben 1 („Heringsberg“)                                | Nienburg, OT Grimschleben                          | SLK       | Großdolmen                              | | Großsteingrab Heringsberg                 |
| Großsteingrab Grimschleben 2 („Bierberg“)                                   | Nienburg, OT Grimschleben                          | SLK       | Ganggrab                                | | Großsteingrab Grimschleben 2              |
| Großsteingrab Groß Bartensleben                                             | Erxleben, Ortschaft Groß Bartensleben              | BK        | vermutlich Großsteingrab                | |                                           |
| Großer Silberberg                                                           | Magdeburg, Stadtteil Großer Silberberg             | MD        | unbekannt                               | | Großsteingrab Großer Silberberg           |
| Großsteingrab Harbke 3                                                      | Harbke                                             | BK        | unbekannt                               | |                                           |
| Großsteingrab Harbke 4                                                      | Harbke                                             | BK        | unbekannt (vermutlich Großsteingrab)    | |                                           |
| Großsteingrab Harbke 7                                                      | Harbke                                             | BK        | unbekannt                               | |                                           |
| Großsteingrab Harbke 8                                                      | Harbke                                             | BK        | unbekannt (vermutlich Großsteingrab)    | |                                           |
| Großsteingrab Harbke 9                                                      | Harbke                                             | BK        | unbekannt                               | |                                           |
| Großsteingrab Harbke 10                                                     | Harbke                                             | BK        | unbekannt (vermutlich Großsteingrab)    | |                                           |
| Großsteingrab Harbke 11                                                     | Harbke                                             | BK        | unbekannt                               | |                                           |
| Großsteingrab Hasselberg                                                    | Möser, OT Pietzpuhl, Siedlung Am Hasselberg        | JL        | Megalithgrab                            | An angegebener Stelle keine Großsteingräber gefunden, auch im weiten Umfeld nicht vorhanden, auf eine großflächige Begehung wurde verzichtet, da innerhalb des Waldes mehrere Hinweisschilder 'Munitionsbelastet' stehen – ehemaliges Militärgebiet. |                                           |
| Großsteingrab Hohenwulsch-Friedrichsfleiß (Großsteingrab Grassau)           | Bismark, Ortschaft Hohenwulsch, OT Friedrichsfleiß | SDL       | Großdolmen                              | | Großsteingrab Hohenwulsch-Friedrichsfleiß |
| Großsteingrab HUN 14 (Großsteingrab Hundisburg 14, „Küsterberg“)            | Haldensleben, OT Hundisburg                        | BK        | Ganggrab                                | Grabung 2010, 2012–13 | Großsteingrab Küsterberg                  |
| Großsteingrab HUN 16 (Großsteingrab Hundisburg 16)                          | Haldensleben, OT Hundisburg                        | BK        | Ganggrab                                | | Großsteingrab HUN 16                      |
| Großsteingrab HUN 17 (Großsteingrab Hundisburg 17)                          | Haldensleben, OT Hundisburg                        | BK        | erweiterter Dolmen oder Großdolmen      | | Großsteingrab HUN 17                      |
| Großsteingrab HUN 18 (Großsteingrab Hundisburg 18)                          | Haldensleben, OT Hundisburg                        | BK        | erweiterter Dolmen                      | | Großsteingrab HUN 18                      |
| Großsteingrab HUN 19 (Großsteingrab Hundisburg 19)                          | Haldensleben, OT Hundisburg                        | BK        | unbekannt                               | | Großsteingrab HUN 19                      |
| Großsteingrab HUN 22 (Großsteingrab Hundisburg 22)                          | Haldensleben, OT Hundisburg                        | BK        | Ganggrab                                | | Großsteingrab HUN 22                      |
| Großsteingrab Immekath 1                                                    | Klötze, Ortschaft Immekath                         | SAW       | Großdolmen                              | |                                           |
| Großsteingrab Immekath 2                                                    | Klötze, Ortschaft Immekath                         | SAW       | Großdolmen                              | |                                           |
| Großsteingrab Kläden                                                        | Bismark, OT Kläden                                 | SDL       | Großdolmen oder Ganggrab                | | Großsteingrab Kläden                      |
| Großsteingrab Körbelitz 1 („Hoher Stein“)                                   | Möser, Ortschaft Körbelitz                         | JL        | unbekannt                               | | Großsteingrab Körbelitz                   |
| Großsteingrab Langeneichstädt                                               | Mücheln, OT Langeneichstädt                        | SK        | eingesenktes Kammergrab                 | mit einem Menhir verbunden | Großsteingrab Langeneichstädt             |
| Großsteingrab Latdorf („Steinere Hütte“)                                    | Nienburg, OT Latdorf                               | SLK       | vermutlich Großdolmen                   | | Großsteingrab Latdorf                     |
| Großsteingrab Leetze 1                                                      | Kuhfelde, OT Leetze                                | SAW       | Großdolmen                              | Grabung 1938 | Großsteingrab Leetze 1                    |
| Großsteingrab Leetze 2                                                      | Kuhfelde, OT Leetze                                | SAW       | Großdolmen                              | bei Beier als Großdolmen oder Ganggrab geführt | Großsteingrab Leetze 2                    |
| Großsteingrab Leetze 3                                                      | Kuhfelde, OT Leetze                                | SAW       | Großdolmen                              | bei Beier als Großdolmen oder Ganggrab geführt | Großsteingrab Leetze 3                    |
| Großsteingrab Leetze 4                                                      | Kuhfelde, OT Leetze                                | SAW       | Großdolmen                              | Grabung 1938; bei Beier als Großdolmen oder Ganggrab geführt | Großsteingrab Leetze 4                    |
| Großsteingrab Leetze 5                                                      | Kuhfelde, OT Leetze                                | SAW       | Großdolmen                              | bei Beier als Ganggrab geführt | Großsteingrab Leetze 5                    |
| Großsteingrab Leetze 6                                                      | Kuhfelde, OT Leetze                                | SAW       | Ganggrab                                | Grabung 1939 | Großsteingrab Leetze 6                    |
| Großsteingrab Leetze 7                                                      | Kuhfelde, OT Leetze                                | SAW       | Ganggrab                                | bei Beier als Großsteingrab unbestimmbaren Typs geführt | Großsteingrab Leetze 7                    |
| Großsteingrab Leetze 8                                                      | Kuhfelde, OT Leetze                                | SAW       | Ganggrab                                | bei Beier als vermutlicher erweiterter Dolmen geführt | Großsteingrab Leetze 8                    |
| Großsteingrab Lindstedt                                                     | Gardelegen, OT Lindstedt                           | SAW       | unbekannt (Urdolmen?)                   | Bislang nur in die Bodendenkmalliste aufgenommen, aber nicht in Literatur beschrieben |                                           |
| Großsteingrab Lüdelsen 1                                                    | Jübar, OT Lüdelsen                                 | SAW       | Polygonaldolmen                         | | Großsteingrab Lüdelsen 1                  |
| Großsteingrab Lüdelsen 2                                                    | Jübar, OT Lüdelsen                                 | SAW       | Großdolmen                              | | Großsteingrab Lüdelsen 2                  |
| Großsteingrab Lüdelsen 3                                                    | Jübar, OT Lüdelsen                                 | SAW       | Großdolmen                              | Grabung 2007 | Großsteingrab Lüdelsen 3                  |
| Großsteingrab Lüdelsen 4                                                    | Jübar, OT Lüdelsen                                 | SAW       | Großdolmen                              | | Großsteingrab Lüdelsen 4                  |
| Großsteingrab Lüdelsen 5                                                    | Jübar, OT Lüdelsen                                 | SAW       | Großdolmen                              | | Großsteingrab Lüdelsen 5                  |
| Großsteingrab Lüdelsen 6 („Königsgrab“)                                     | Jübar, OT Lüdelsen                                 | SAW       | Ganggrab                                | Grabung 2009–2010 | Großsteingrab Lüdelsen 6                  |
| Großsteingrab Lüge                                                          | Arendsee (Altmark), OT Lüge                        | SAW       | Großdolmen                              | |                                           |
| Großsteingrab Lütnitz                                                       | Möckern, Stadtteil Lütnitz                         | JL        | Ganggrab                                | Grabung 1928 |                                           |
| Großsteingrab Marienborn 1                                                  | Sommersdorf, OT Marienborn                         | BK        | unbekannt                               | nur drei Decksteine sichtbar, der Rest im Waldboden | Großsteingrab Marienborn 1                |
| Großsteingrab Marienborn 2                                                  | Sommersdorf, OT Marienborn                         | BK        | Galeriegrab (mitteldeutsche Kammer)     | Grabung 1937 |                                           |
| Großsteingrab Marienborn 3                                                  | Sommersdorf, OT Marienborn                         | BK        | unbekannt (vermutlich Großsteingrab)    | |                                           |
| Großsteingrab Marienborn 4                                                  | Sommersdorf, OT Marienborn                         | BK        | unbekannt                               | |                                           |
| Großsteingrab Marienborn 5                                                  | Sommersdorf, OT Marienborn                         | BK        | unbekannt                               | |                                           |
| Großsteingrab Marienborn 7                                                  | Sommersdorf, OT Marienborn                         | BK        | Großdolmen oder Ganggrab                | |                                           |
| Großsteingrab Marienborn 8                                                  | Sommersdorf, OT Marienborn                         | BK        | unbekannt                               | |                                           |
| Großsteingrab Mehmke 2                                                      | Diesdorf, OT Mehmke                                | SAW       | Großdolmen                              | | Großsteingrab Mehmke 2                    |
| Großsteingrab Mehmke 3                                                      | Diesdorf, OT Mehmke                                | SAW       | unbekannt                               | | Großsteingrab Mehmke 3                    |
| Großsteingrab Molmke 1                                                      | Diesdorf, OT Molmke                                | SAW       | Großdolmen                              | | Großsteingrab Molmke                      |
| Großsteingrab Nesenitz                                                      | Klötze, OT Nesenitz                                | SAW       | Großdolmen                              | | Großsteingrab Nesenitz                    |
| Großsteingrab Nettgau                                                       | Jübar, OT Nettgau                                  | SAW       | Großdolmen                              | | Großsteingrab Nettgau                     |
| Großsteingrab NHA 9 (Großsteingrab Haldensleben I 9)                        | Haldensleben, OT Haldensleben I                    | BK        | unbekannt                               | | Großsteingrab NHA 9                       |
| Großsteingrab Ristedt (neu)                                                 | Kötze, OT Ristedt                                  | SAW       | unbekannt                               | nur noch ein Stein vorhanden; erst 2007 wissenschaftlich dokumentiert |                                           |
| Großsteingrab Schadewohl 1                                                  | Diesdorf, OT Schadewohl                            | SAW       | Großdolmen                              | | Großsteingrab Schadewohl 1                |
| Großsteingrab Schadewohl 2                                                  | Diesdorf, OT Schadewohl                            | SAW       | Großdolmen                              | | Großsteingrab Schadewohl 2                |
| Großsteingrab Schadewohl 3                                                  | Diesdorf, OT Schadewohl                            | SAW       | Großdolmen                              | | Großsteingrab Schadewohl 3                |
| Großsteingrab Schernikau                                                    | Bismark, OT Schernikau                             | SDL       | unbekannt                               | Bislang nur in die Bodendenkmalliste aufgenommen, aber nicht in Literatur beschrieben |                                           |
| Großsteingrab Schortewitz („Heidenberg“)                                    | Zörbig, Ortschaft Schortewitz                      | ABI       | Großdolmen oder Ganggrab                | Grabung 1913 | Großsteingrab Schortewitz                 |
| Großsteingrab Steinfeld                                                     | Bismark (Altmark), OT Steinfeld (Altmark)          | SDL       | Großdolmen                              | | Großsteingrab Steinfeld (Foto von 1937)   |
| Großsteingrab Stöckheim                                                     | Rohrberg, OT Stöckheim                             | SAW       | Großdolmen                              | | Großsteingrab Stöckheim                   |
| Großsteingrab SÜP 1 (Großsteingrab Süplingen 1, „Sachsenberg“)              | Haldensleben, OT Süplingen                         | BK        | Ganggrab                                | Grabung 1896 | Großsteingrab Sachsenberg                 |
| Großsteingrab SÜP 2 (Großsteingrab Süplingen 2)                             | Haldensleben, OT Süplingen                         | BK        | unbekannt                               | | Großsteingrab SÜP 2                       |
| Großsteingrab SÜP 6 (Großsteingrab Süplingen 6)                             | Haldensleben, OT Süplingen                         | BK        | unbekannt                               | | Großsteingrab SÜP 6                       |
| Großsteingrab Tangeln 1                                                     | Beetzendorf, OT Tangeln                            | SAW       | unbekannt                               | |                                           |
| Großsteingrab Tangeln (3)                                                   | Beetzendorf, OT Tangeln                            | SAW       | unbekannt                               | bei Hartmut Bock, Barbara Fritsch, Lothar Mittag: Großsteingräber der Altmark. 2006 nicht verzeichnet |                                           |
| Großsteingrab Tangeln 4                                                     | Beetzendorf, OT Tangeln                            | SAW       | unbekannt                               | |                                           |
| Großsteingrab Tangeln 5                                                     | Beetzendorf, OT Tangeln                            | SAW       | Großdolmen                              | | Großsteingrab Tangeln 5                   |
| Großsteingrab Tangeln 6                                                     | Beetzendorf, OT Tangeln                            | SAW       | Großdolmen                              | Grabung 1904 |                                           |
| Großsteingrab Tangeln 7                                                     | Beetzendorf, OT Tangeln                            | SAW       | erweiterter Dolmen                      | |                                           |
| Großsteingrab Tangeln (neu)                                                 | Beetzendorf, OT Tangeln                            | SAW       | unbekannt                               | erst 2006 entdeckt |                                           |
| Großsteingrab Winterfeld                                                    | Apenburg-Winterfeld, OT Winterfeld                 | SAW       | Ganggrab                                | Untersuchung und Restaurierung 1977 und 2001 | Großsteingrab Winterfeld                  |
| Großsteingrab Wulfen („Hoher Berg“)                                         | Osternienburger Land, OT Wulfen                    | ABI       | Ganggrab                                | Grabung 1912 | Großsteingrab Wulfen                      |

### Umgesetzte Gräber
| Grab                                                               | Ort                       | Landkreis | Typ      | Anmerkungen             | Bild                       |
| ------------------------------------------------------------------ | ------------------------- | --------- | -------- | ----------------------- | -------------------------- |
| Großsteingrab ALV 14 (Großsteingrab Bebertal I 14, „Küchentannen“) | Hohe Börde, OT Bebertal I | BK        | Ganggrab | Grabung 1968, umgesetzt | Großsteingrab Küchentannen |

### Zerstörte Gräber
| Grab                                                           | Ort                                                    | Landkreis | Typ                                          | Anmerkungen | Bild                                                              |
| -------------------------------------------------------------- | ------------------------------------------------------ | --------- | -------------------------------------------- | --- | ----------------------------------------------------------------- |
| Großsteingrab 111 im Haldensleber Forst                        | Hohe Börde, OT Bebertal I                              | BK        | unbekannt                                    | | Großsteingrab 111                                                 |
| Großsteingrab AHA 29 (Großsteingrab Haldensleben II 29)        | Haldensleben, OT Haldensleben II                       | BK        | unbekannt                                    | Grabung 1896–97 |                                                                   |
| Großsteingrab AHA 30 (Großsteingrab Haldensleben II 30)        | Haldensleben, OT Haldensleben II                       | BK        | unbekannt                                    | |                                                                   |
| Großsteingrab Ahlum 1                                          | Rohrberg, OT Ahlum                                     | SAW       | vermutlich Ganggrab                          | zerstört zwischen 1843 und 1893 |                                                                   |
| Großsteingrab Ahlum 2                                          | Rohrberg, OT Ahlum                                     | SAW       | vermutlich Ganggrab                          | zerstört zwischen 1843 und 1893 |                                                                   |
| Großsteingrab Ahlum 3a                                         | Rohrberg, OT Ahlum                                     | SAW       | vermutlich Großdolmen                        | zerstört zwischen 1843 und 1893; mit Grab Ahlum 3b in einem Hünenbett |                                                                   |
| Großsteingrab Ahlum 3b                                         | Rohrberg, OT Ahlum                                     | SAW       | vermutlich Großdolmen                        | zerstört zwischen 1843 und 1893; mit Grab Ahlum 3a in einem Hünenbett |                                                                   |
| Großsteingrab Ahlum 4                                          | Rohrberg, OT Ahlum                                     | SAW       | unbekannt                                    | zerstört zwischen 1843 und 1893 |                                                                   |
| Großsteingrab Ahlum 5                                          | Rohrberg, OT Ahlum                                     | SAW       | vermutlich erweiterter Dolmen                | zerstört zwischen 1843 und 1893 |                                                                   |
| Großsteingrab Ahlum 6                                          | Rohrberg, OT Ahlum                                     | SAW       | unbekannt                                    | |                                                                   |
| Großsteingrab Ahlum 7                                          | Rohrberg, OT Ahlum                                     | SAW       | unbekannt                                    | |                                                                   |
| Großsteingrab Ahlum 8                                          | Rohrberg, OT Ahlum                                     | SAW       | unbekannt                                    | |                                                                   |
| Großsteingrab Ahlum 9                                          | Rohrberg, OT Ahlum                                     | SAW       | unbekannt                                    | |                                                                   |
| Großsteingrab ALV 24 (Großsteingrab Bebertal I 24)             | Hohe Börde, OT Bebertal I                              | BK        | unbekannt                                    | | Großsteingrab ALV 24                                              |
| Großsteingrab ALV 43 (Großsteingrab Bebertal I 43)             | Hohe Börde, OT Bebertal I                              | BK        | unbekannt                                    | |                                                                   |
| Großsteingrab ALV 47 (Großsteingrab Bebertal I 47)             | Hohe Börde, OT Bebertal I                              | BK        | unbekannt                                    | |                                                                   |
| Großsteingrab ALV 48 (Großsteingrab Bebertal I 48)             | Hohe Börde, OT Bebertal I                              | BK        | unbekannt                                    | |                                                                   |
| Großsteingrab ALV 52 (Großsteingrab Bebertal I 52)             | Hohe Börde, OT Bebertal I                              | BK        | unbekannt                                    | |                                                                   |
| Großsteingrab Angersdorf                                       | Teutschenthal, OT Angersdorf                           | SK        | unbekannt                                    | zerstört zwischen 1851 und 1904; Existenz nur durch eine Kartensignatur überliefert |                                                                   |
| Großsteingrab Baalberge                                        | Bernburg, OT Baalberge                                 | SLK       | Urdolmen                                     | Grabung 1901; zusammen mit weiteren Grabkammern in einem mehrphasigen Grabhügel | Schneiderberg                                                     |
| Großsteingrab Ballerstedt 1                                    | Osterburg, OT Ballerstedt                              | SDL       | unbekannt                                    | zerstört zwischen 1843 und 1893 | Großsteingrab Ballerstedt 1                                       |
| Großsteingrab Ballerstedt 2                                    | Osterburg, OT Ballerstedt                              | SDL       | Großdolmen oder Ganggrab                     | zerstört vor 1843 | Großsteingrab Ballerstedt 2                                       |
| Großsteingrab Ballerstedt 3                                    | Osterburg, OT Ballerstedt                              | SDL       | Großdolmen oder Ganggrab                     | zerstört vor 1843 |                                                                   |
| Großsteingrab Beesewege                                        | Bismark, OT Beesewege                                  | SDL       | unbekannt                                    | zerstört zwischen 1843 und 1893; bei Beier mit 1 nummeriert, bei Hartmut Bock, Barbara Fritsch, Lothar Mittag: Großsteingräber der Altmark. 2006 bezeichnet diese Nummer ein erhaltenes Grab, das Beier mit 2 nummeriert                                 |                                                                   |
| Großsteingrab Bellingen                                        | Tangerhütte, OT Bellingen                              | SDL       | unbekannt                                    | zerstört vor 1843 |                                                                   |
| Großsteingrab Benkendorf                                       | Salzwedel, OT Benkendorf                               | SAW       | unbekannt                                    | zerstört zwischen 1843 und 1893 |                                                                   |
| Großsteingrab Bierstedt 1                                      | Rohrberg, OT Groß Bierstedt                            | SAW       | Großdolmen oder Ganggrab                     | zerstört zwischen 1843 und 1893 |                                                                   |
| Großsteingrab Bierstedt 2                                      | Rohrberg, OT Groß Bierstedt                            | SAW       | Großdolmen oder erweiterter Dolmen           | zerstört zwischen 1843 und 1893 |                                                                   |
| Großsteingrab Bierstedt 3                                      | Rohrberg, OT Groß Bierstedt                            | SAW       | vermutlich Ganggrab                          | zerstört zwischen 1843 und 1893 |                                                                   |
| Großsteingrab Bierstedt 4                                      | Rohrberg, OT Groß Bierstedt                            | SAW       | unbekannt                                    | zerstört zwischen 1843 und 1893 |                                                                   |
| Großsteingrab Bierstedt 6                                      | Rohrberg, OT Groß Bierstedt                            | SAW       | unbekannt                                    | zerstört zwischen 1843 und 1893 |                                                                   |
| Großsteingrab Bierstedt 7                                      | Rohrberg, OT Groß Bierstedt                            | SAW       | unbekannt                                    | zerstört zwischen 1843 und 1893 |                                                                   |
| Großsteingrab Bierstedt 8                                      | Rohrberg, OT Klein Bierstedt                           | SAW       | Großdolmen oder Ganggrab                     | zerstört zwischen 1843 und 1893 |                                                                   |
| Großsteingrab Bierstedt 9                                      | Rohrberg, OT Klein Bierstedt                           | SAW       | vermutlich Ganggrab                          | zerstört zwischen 1843 und 1893 |                                                                   |
| Großsteingrab Bierstedt 10                                     | Rohrberg, OT Klein Bierstedt                           | SAW       | vermutlich Ganggrab                          | zerstört zwischen 1843 und 1893 |                                                                   |
| Großsteingrab Bierstedt 11                                     | Rohrberg, OT Klein Bierstedt                           | SAW       | unbekannt                                    | zerstört zwischen 1843 und 1893 |                                                                   |
| Großsteingrab Bierstedt 12                                     | Rohrberg, OT Klein Bierstedt                           | SAW       | vermutlich Ganggrab                          | zerstört zwischen 1843 und 1893 |                                                                   |
| Großsteingrab Bierstedt 13                                     | Rohrberg, OT Klein Bierstedt                           | SAW       | erweiterter Dolmen oder Großdolmen           | zerstört zwischen 1843 und 1893 |                                                                   |
| Großsteingrab Bismark                                          | Bismark                                                | SDL       | unbekannt                                    | untersucht und zerstört 1838, Funde geborgen |                                                                   |
| Großsteingrab Blätz                                            | Burgstall, OT Blätz                                    | BK        | unbekannt                                    | |                                                                   |
| Großsteingrab BOD (Großsteingrab Bodendorf)                    | Haldensleben, OT Bodendorf                             | BK        | unbekannt                                    | Zerstörungszeitpunkt unklar, bei Beier bereits als zerstört geführt, bei Rinne aufgrund der Aussage eines Anwohners aber wieder als erhalten, an der angegebenen Stelle sind keine Reste erkennbar                                                       |                                                                   |
| Großsteingrab Bornsen                                          | Jübar, OT Bornsen                                      | SAW       | vermutlich Ganggrab                          | zerstört zwischen 1843 und 1893; bei Beier mit 2 nummeriert, bei Hartmut Bock, Barbara Fritsch, Lothar Mittag: Großsteingräber der Altmark. 2006 bezeichnet diese Nummer ein erhaltenes Grab, das Beier mit 1 nummeriert                                 |                                                                   |
| Großsteingrab Bornsen 3                                        | Jübar, OT Bornsen                                      | SAW       | vermutlich Ganggrab                          | zerstört zwischen 1843 und 1893 |                                                                   |
| Großsteingrab Bornsen 5                                        | Jübar, OT Bornsen                                      | SAW       | vermutlich Ganggrab                          | zerstört zwischen 1843 und 1893 |                                                                   |
| Großsteingrab Bretsch 4                                        | Altmärkische Höhe, OT Bretsch                          | SDL       | unbekannt                                    | zerstört vor 1843 |                                                                   |
| Großsteingrab Bretsch 5                                        | Altmärkische Höhe, OT Bretsch                          | SDL       | unbekannt                                    | zerstört vor 1843 |                                                                   |
| Großsteingrab Bretsch 6                                        | Altmärkische Höhe, OT Bretsch                          | SDL       | Erweiterter Dolmen oder Großdolmen           | zerstört zwischen 1843 und 1893 |                                                                   |
| Großsteingrab Bretsch 7                                        | Altmärkische Höhe, OT Bretsch                          | SDL       | Großdolmen oder Ganggrab                     | zerstört zwischen 1843 und 1893 |                                                                   |
| Großsteingrab Bretsch 8                                        | Altmärkische Höhe, OT Bretsch                          | SDL       | unbekannt                                    | zerstört zwischen 1843 und 1893 |                                                                   |
| Großsteingrab Büden                                            | Möckern, OT Büden                                      | JL        | vermutlich kammerloses Hünenbett             | |                                                                   |
| Großsteingrab Cröchern                                         | Burgstall, OT Cröchern                                 | BK        | unbekannt                                    | |                                                                   |
| Großsteingrab Dannigkow 1                                      | Gommern, OT Dannigkow                                  | JL        | vermutlich kammerloses Hünenbett             | |                                                                   |
| Großsteingrab Dannigkow 2                                      | Gommern, OT Dannigkow                                  | JL        | unbekannt (vermutlich Großsteingrab)         | |                                                                   |
| Großsteingrab Dannigkow 3                                      | Gommern, OT Dannigkow                                  | JL        | vermutlich kammerloses Hünenbett             | |                                                                   |
| Großsteingrab Dannigkow 4                                      | Gommern, OT Dannigkow                                  | JL        | unbekannt                                    | |                                                                   |
| Großsteingrab Dannigkow 5                                      | Gommern, OT Dannigkow                                  | JL        | vermutlich kammerloses Hünenbett             | |                                                                   |
| Großsteingrab Dewitz 1                                         | Altmärkische Höhe, OT Dewitz                           | SDL       | Großdolmen oder Ganggrab                     | zerstört zwischen 1843 und 1893 |                                                                   |
| Großsteingrab Dewitz 2                                         | Altmärkische Höhe, OT Dewitz                           | SDL       | Großdolmen oder Ganggrab                     | zerstört zwischen 1843 und 1893 |                                                                   |
| Großsteingrab Diesdorf                                         | Diesdorf                                               | SAW       | unbekannt                                    | zerstört zwischen 1843 und 1893; bei Beier mit 1 nummeriert, bei Hartmut Bock, Barbara Fritsch, Lothar Mittag: Großsteingräber der Altmark. 2006 bezeichnet diese Nummer ein erhaltenes Grab, das Beier mit 9 nummeriert                                 |                                                                   |
| Großsteingrab Diesdorf                                         | Diesdorf                                               | SAW       | unbekannt                                    | zerstört zwischen 1843 und 1893; bei Beier mit 2 nummeriert, bei Hartmut Bock, Barbara Fritsch, Lothar Mittag: Großsteingräber der Altmark. 2006 bezeichnet diese Nummer ein erhaltenes Grab, das Beier mit 5 nummeriert                                 |                                                                   |
| Großsteingrab Diesdorf                                         | Diesdorf                                               | SAW       | unbekannt                                    | zerstört zwischen 1843 und 1893; bei Beier mit 3 nummeriert, bei Hartmut Bock, Barbara Fritsch, Lothar Mittag: Großsteingräber der Altmark. 2006 bezeichnet diese Nummer ein erhaltenes Grab, das Beier mit 6 nummeriert                                 |                                                                   |
| Großsteingrab Diesdorf 4                                       | Diesdorf                                               | SAW       | Großdolmen oder Ganggrab                     | zerstört zwischen 1843 und 1893 |                                                                   |
| Großsteingrab Diesdorf 7                                       | Diesdorf                                               | SAW       | vermutlich Ganggrab                          | zerstört zwischen 1843 und 1893 |                                                                   |
| Großsteingrab Diesdorf 8                                       | Diesdorf                                               | SAW       | unbekannt                                    | zerstört zwischen 1843 und 1893 |                                                                   |
| Großsteingrab Diesdorf 10                                      | Diesdorf                                               | SAW       | unbekannt                                    | zerstört 1867 |                                                                   |
| Großsteingrab Dolchau                                          | Kalbe (Milde), OT Dolchau                              | SAW       | Großdolmen oder Ganggrab                     | zerstört vor 1843 | Großsteingrab Dolchau                                             |
| Großsteingrab Dolle                                            | Burgstall, OT Dolle                                    | BK        | unbekannt (vermutlich Großsteingrab)         | |                                                                   |
| Großsteingrab DÖN 5 (Großsteingrab Bebertal II 5)              | Hohe Börde, OT Bebertal II                             | BK        | Ganggrab                                     | Grabung 1935 |                                                                   |
| Großsteingrab DÖN 7 (Großsteingrab Bebertal II 7)              | Hohe Börde, OT Bebertal II                             | BK        | unbekannt                                    | evtl. noch ein Deckstein erhalten |                                                                   |
| Großsteingrab DÖN 9 (Großsteingrab Bebertal II 9)              | Hohe Börde, OT Bebertal II                             | BK        | Ganggrab                                     | Grabung 1958–59 |                                                                   |
| Großsteingrab DÖN 12 (Großsteingrab Bebertal II 12)            | Hohe Börde, OT Bebertal II                             | BK        | unbekannt                                    | |                                                                   |
| Großsteingrab DÖN 15 (Großsteingrab Bebertal II 15)            | Hohe Börde, OT Bebertal II                             | BK        | unbekannt                                    | |                                                                   |
| Großsteingrab DÖN 16 (Großsteingrab Bebertal II 16)            | Hohe Börde, OT Bebertal II                             | BK        | unbekannt                                    | |                                                                   |
| Großsteingrab DÖN 17 (Großsteingrab Bebertal II 17)            | Hohe Börde, OT Bebertal II                             | BK        | unbekannt                                    | |                                                                   |
| Großsteingrab DÖN 18 (Großsteingrab Bebertal II 18)            | Hohe Börde, OT Bebertal II                             | BK        | unbekannt                                    | |                                                                   |
| Großsteingrab DÖN 20 (Großsteingrab Bebertal II 19)            | Hohe Börde, OT Bebertal II                             | BK        | unbekannt                                    | |                                                                   |
| Großsteingrab DÖN 21 (Großsteingrab Bebertal II 20)            | Hohe Börde, OT Bebertal II                             | BK        | unbekannt                                    | |                                                                   |
| Großsteingrab Dornburg 2                                       | Gommern, OT Dornburg                                   | JL        | unbekannt                                    | |                                                                   |
| Großsteingrab Dornburg 3                                       | Gommern, OT Dornburg                                   | JL        | vermutlich kammerloses Hünenbett             | |                                                                   |
| Großsteingrab Drebenstedt 2                                    | Jübar, OT Drebenstedt                                  | SAW       | Großdolmen oder Ganggrab                     | zerstört zwischen 1843 und 1893 |                                                                   |
| Großsteingrab Drebenstedt 3                                    | Jübar, OT Drebenstedt                                  | SAW       | unbekannt                                    | zerstört zwischen 1843 und 1893; Funde geborgen |                                                                   |
| Großsteingrab Drebenstedt 4                                    | Jübar, OT Drebenstedt                                  | SAW       | unbekannt                                    | zerstört zwischen 1843 und 1893; Funde geborgen |                                                                   |
| Großsteingrab Drebenstedt 5 („Häschenbackofen“)                | Jübar, OT Drebenstedt                                  | SAW       | unbekannt                                    | zerstört zwischen 1843 und 1893; Funde geborgen |                                                                   |
| Großsteingrab Drosa 2                                          | Osternienburger Land, OT Drosa                         | ABI       | unbekannt                                    | |                                                                   |
| Großsteingrab Drosa 3                                          | Osternienburger Land, OT Drosa                         | ABI       | unbekannt                                    | |                                                                   |
| Großsteingrab Drosa 4 („Hunehof“)                              | Osternienburger Land, OT Drosa                         | ABI       | unbekannt                                    | |                                                                   |
| Großsteingrab Drosa 5                                          | Osternienburger Land, OT Drosa (Ankendorf)             | ABI       | unbekannt (vermutlich Großsteingrab)         | |                                                                   |
| Großsteingrab Ebendorf                                         | Barleben, OT Ebendorf; Magdeburg, Stadtteil Olvenstedt | BK, MD    | Ganggrab                                     | Grabung 1836/37 | Großsteingrab Ebendorf                                            |
| Großsteingrab EMD 15 (Großsteingrab Emden 15)                  | Altenhausen, OT Emden                                  | BK        | unbekannt                                    | |                                                                   |
| Großsteingrab EMD 16 (Großsteingrab Emden 16)                  | Altenhausen, OT Emden                                  | BK        | unbekannt                                    | |                                                                   |
| Großsteingrab EMD 17 (Großsteingrab Emden 17)                  | Altenhausen, OT Emden                                  | BK        | unbekannt                                    | |                                                                   |
| Großsteingrab Ermsleben 1                                      | Falkenstein/Harz, OT Ermsleben                         | HZ        | unbekannt                                    | |                                                                   |
| Großsteingrab Ermsleben 2                                      | Falkenstein/Harz, OT Ermsleben                         | HZ        | unbekannt                                    | |                                                                   |
| Großsteingrab Flessau                                          | Osterburg, OT Flessau                                  | SDL       | unbekannt                                    | |                                                                   |
| Großsteingräber bei Friedeburg                                 | Gerbstedt, OT Friedeburg                               | MSH       | Großsteingrab oder Mauerkammergrab           | mehrere Gräber unbekannter Zahl |                                                                   |
| Großsteingrab Gagel 1                                          | Altmärkische Höhe, OT Gagel                            | SDL       | unbekannt                                    | zerstört zwischen 1843 und 1893 |                                                                   |
| Großsteingrab Gagel 2                                          | Altmärkische Höhe, OT Gagel                            | SDL       | unbekannt                                    | zerstört zwischen 1843 und 1893 |                                                                   |
| Großsteingrab Garlipp                                          | Bismark, OT Garlipp                                    | SDL       | unbekannt                                    | zerstört vor 1843 | Großsteingrab Garlipp                                             |
| Großsteingrab Gehrden 2                                        | Zerbst/Anhalt, OT Gehrden                              | ABI       | unbekannt                                    | |                                                                   |
| Großsteingrab Gehrden 3                                        | Zerbst/Anhalt, OT Gehrden                              | ABI       | unbekannt                                    | |                                                                   |
| Großsteingräber bei Gerbitz                                    | Nienburg, OT Gerbitz                                   | SLK       | unbekannt (vermutlich Großsteingrab)         | mehrere Anlagen unbekannter Zahl |                                                                   |
| Großsteingrab Gimritz 1                                        | Wettin-Löbejün, OT Gimritz                             | SK        | vermutlich Urdolmen                          | |                                                                   |
| Großsteingrab Gimritz 2                                        | Wettin-Löbejün, OT Gimritz                             | SK        | unbekannt                                    | |                                                                   |
| Großsteingrab Gimritz 3                                        | Wettin-Löbejün, OT Gimritz                             | SK        | unbekannt                                    | |                                                                   |
| Großsteingrab Grassau 1                                        | Bismark, OT Grassau                                    | SDL       | unbekannt                                    | zerstört zwischen 1843 und 1893 |                                                                   |
| Großsteingrab Grassau 2                                        | Bismark, OT Grassau                                    | SDL       | unbekannt                                    | zerstört zwischen 1843 und 1893 |                                                                   |
| Großsteingrab Grassau 3                                        | Bismark, OT Grassau (Schmoor)                          | SDL       | unbekannt                                    | zerstört zwischen 1843 und 1893 |                                                                   |
| Großsteingrab Gröna                                            | Bernburg, OT Gröna                                     | SLK       | vermutlich Ganggrab                          | |                                                                   |
| Großsteingrab Groß Chüden                                      | Salzwedel, OT Groß Chüden                              | SAW       | unbekannt                                    | zerstört um 1869 |                                                                   |
| Großsteingrab Großpaschleben                                   | Osternienburger Land, OT Großpaschleben                | ABI       | unbekannt                                    | |                                                                   |
| Großsteingrab Gütz                                             | Landsberg, OT Gütz                                     | SK        | Großsteingrab oder Steinkiste                | |                                                                   |
| Großsteingrab Harbke 1                                         | Harbke                                                 | BK        | unbekannt                                    | |                                                                   |
| Großsteingrab Harbke 2                                         | Harbke                                                 | BK        | unbekannt                                    | |                                                                   |
| Großsteingrab Harbke 5                                         | Harbke                                                 | BK        | unbekannt                                    | |                                                                   |
| Großsteingrab Harbke 6                                         | Harbke                                                 | BK        | unbekannt                                    | |                                                                   |
| Großsteingrab Hassel                                           | Hassel                                                 | SDL       | vermutlich Ganggrab                          | zerstört im 18. oder frühen 19. Jahrhundert | Großsteingrab Hassel                                              |
| Großsteingrab Höwisch                                          | Arendsee, OT Höwisch                                   | SAW       | vermutlich Großdolmen                        | zerstört vor 1843 |                                                                   |
| Großsteingrab HUN 6 (Großsteingrab Hundisburg 6)               | Haldensleben, OT Hundisburg                            | BK        | Großdolmen                                   | Grabung 1897 |                                                                   |
| Großsteingrab HUN 13 (Großsteingrab Hundisburg 13)             | Haldensleben, OT Hundisburg                            | BK        | unbekannt                                    | |                                                                   |
| Großsteingrab HUN 20 (Großsteingrab Hundisburg 20)             | Haldensleben, OT Hundisburg                            | BK        | unbekannt                                    | in den 1960ern noch Reststeine erhalten |                                                                   |
| Großsteingrab HUN 21 (Großsteingrab Hundisburg 21)             | Haldensleben, OT Hundisburg                            | BK        | unbekannt                                    | zerstört nach 1902 |                                                                   |
| Großsteingrab HUN 23 (Großsteingrab Hundisburg 23)             | Haldensleben, OT Hundisburg                            | BK        | unbekannt                                    | |                                                                   |
| Großsteingrab HUN 24 (Großsteingrab Hundisburg 24)             | Haldensleben, OT Hundisburg                            | BK        | unbekannt                                    | |                                                                   |
| Großsteingrab HUN 25 (Großsteingrab Hundisburg 25)             | Haldensleben, OT Hundisburg                            | BK        | unbekannt                                    | |                                                                   |
| Großsteingrab HUN 26 (Großsteingrab Hundisburg 26)             | Haldensleben, OT Hundisburg                            | BK        | unbekannt                                    | |                                                                   |
| Großsteingrab HUN 27 (Großsteingrab Hundisburg 27)             | Haldensleben, OT Hundisburg                            | BK        | unbekannt                                    | |                                                                   |
| Großsteingrab HUN 28 (Großsteingrab Hundisburg 28)             | Haldensleben, OT Hundisburg                            | BK        | unbekannt                                    | |                                                                   |
| Großsteingrab HUN 29 (Großsteingrab Hundisburg 29)             | Haldensleben, OT Hundisburg                            | BK        | unbekannt                                    | |                                                                   |
| Großsteingrab HUN 30 (Großsteingrab Hundisburg 30)             | Haldensleben, OT Hundisburg                            | BK        | unbekannt                                    | |                                                                   |
| Großsteingrab HUN 35 (Großsteingrab Hundisburg 35)             | Haldensleben, OT Hundisburg                            | BK        | unbekannt                                    | evtl. Reststeine erhalten |                                                                   |
| Großsteingrab Ilberstedt                                       | Ilberstedt                                             | SLK       | unbekannt (vermutlich Großsteingrab)         | |                                                                   |
| Großsteingrab Immekath 3                                       | Klötze, Ortschaft Immekath                             | SAW       | vermutlich Großdolmen                        | zerstört zwischen 1843 und 1893 |                                                                   |
| Großsteingrab Immekath 4                                       | Klötze, Ortschaft Immekath                             | SAW       | unbekannt                                    | zerstört zwischen 1843 und 1893 |                                                                   |
| Großsteingrab Immekath 5                                       | Klötze, Ortschaft Immekath                             | SAW       | unbekannt                                    | zerstört zwischen 1843 und 1893 |                                                                   |
| Großsteingrab Immekath 6                                       | Klötze, Ortschaft Immekath                             | SAW       | Großdolmen oder Ganggrab                     | zerstört zwischen 1843 und 1893 |                                                                   |
| Großsteingrab Jeggeleben 1                                     | Kalbe (Milde), OT Jeggeleben                           | SAW       | Großdolmen oder Ganggrab                     | zerstört zwischen 1843 und 1893 |                                                                   |
| Großsteingrab Jeggeleben 2                                     | Kalbe (Milde), OT Jeggeleben                           | SAW       | unbekannt                                    | zerstört zwischen 1843 und 1893 |                                                                   |
| Großsteingrab Jeggeleben 3                                     | Kalbe (Milde), OT Jeggeleben                           | SAW       | unbekannt                                    | zerstört zwischen 1843 und 1893 |                                                                   |
| Großsteingrab Jeggeleben 4                                     | Kalbe (Milde), OT Jeggeleben                           | SAW       | unbekannt                                    | zerstört zwischen 1843 und 1893; aus Jeggeleben sind weitere zehn Anlagen bekannt, bei denen unklar ist, ob es sich um Großsteingräber oder Grabhügel gehandelt hat                                                                                      |                                                                   |
| Großsteingrab Kermen                                           | Zerbst/Anhalt, OT Kermen                               | ABI       | unbekannt                                    | |                                                                   |
| Großsteingrab Kläden 1                                         | Bismark, OT Kläden                                     | SDL       | Großdolmen oder Ganggrab                     | zerstört zwischen 1838 und 1893 |                                                                   |
| Großsteingrab Kläden 2                                         | Bismark, OT Kläden                                     | SDL       | unbekannt                                    | zerstört zwischen 1838 und 1893 |                                                                   |
| Großsteingrab Kläden 3                                         | Bismark, OT Kläden                                     | SDL       | unbekannt                                    | zerstört im frühen 20. Jahrhundert, Steine evtl. 1931 für den Bau eines Kriegerdenkmals verwendet |                                                                   |
| Großsteingrab Kläden 4                                         | Bismark, OT Kläden                                     | SDL       | unbekannt                                    | Grabung 1838 und um 1890, durch Kiesabbau schrittweise Zerstörung spätestens ab den 1830er Jahren, Steine 1931 für den Bau eines Kriegerdenkmals verwendet                                                                                               | Kriegerdenkmal in Kläden mit wiederverwendeten Steinen von Grab 4 |
| Großsteingrab Kläden 5                                         | Bismark, OT Kläden                                     | SDL       | unbekannt                                    | zerstört im 18. oder frühen 19. Jahrhundert |                                                                   |
| Großsteingrab Kleiner Silberberg                               | Magdeburg, Stadtteil Großer Silberberg                 | MD        | unbekannt                                    | Hügelschüttung noch vorhanden, die Grabkammer wurde aber im 19. Jahrhundert restlos zerstört | Großsteingrab Kleiner Silberberg                                  |
| Großsteingrab Königsborn                                       | Biederitz, OT Königsborn                               | JL        | unbekannt                                    | |                                                                   |
| Großsteingrab Königstedt                                       | Salzwedel, OT Königstedt                               | SAW       | unbekannt                                    | zerstört zwischen 1843 und 1893 |                                                                   |
| Großsteingrab Körbelitz 2                                      | Möser, Ortschaft Körbelitz                             | JL        | unbekannt                                    | |                                                                   |
| Großsteingrab Körbelitz 3                                      | Möckern, OT Büden (Wüstung Peckritz)                   | JL        | Großdolmen oder Ganggrab                     | Bei Beier unter Körbelitz geführt, aber bereits auf dem Gemeindegebiet von Möckern gelegen. Bei der Pohl-Mühle in Körbelitz lag ein einzelner großer Stein. Ob dieser zu einem einstigen Großsteingrab gehörte, lässt sich heute nicht mehr feststellen. |                                                                   |
| Großsteingrab Kroatenhügel (Großsteingrab Sudenburg)           | Magdeburg, Stadtteil Sudenburg                         | MD        | Großdolmen oder Ganggrab                     | | Großsteingrab Kroatenhügel                                        |
| Großsteingrab Ladekath                                         | Arendsee, OT Ladekath                                  | SAW       | unbekannt                                    | zerstört zwischen 1843 und 1893 |                                                                   |
| Großsteingrab Lausigk                                          | Südliches Anhalt, OT Lausigk                           | ABI       | unbekannt                                    | |                                                                   |
| Großsteingrab Lebendorf                                        | Könnern, OT Lebendorf                                  | SLK       | unbekannt                                    | |                                                                   |
| Großsteingrab Leetze                                           | Kuhfelde, OT Leetze                                    | SAW       | Großdolmen oder Ganggrab                     | zerstört zwischen 1843 und 1893; bei Beier mit 1 nummeriert, bei Hartmut Bock, Barbara Fritsch, Lothar Mittag: Großsteingräber der Altmark. 2006 bezeichnet diese Nummer ein erhaltenes Grab, das Beier mit 2 nummeriert                                 |                                                                   |
| Großsteingrab Leitzkau 1                                       | Gommern, OT Leitzkau                                   | JL        | unbekannt                                    | |                                                                   |
| Großsteingrab Leitzkau 2                                       | Gommern, OT Leitzkau                                   | JL        | vermutlich kammerloses Hünenbett             | |                                                                   |
| Großsteingrab Liesten 1                                        | Salzwedel, OT Liesten                                  | SAW       | vermutlich Ganggrab                          | zerstört zwischen 1843 und 1893 |                                                                   |
| Großsteingrab Liesten 2                                        | Salzwedel, OT Liesten                                  | SAW       | unbekannt                                    | zerstört zwischen 1843 und 1893 |                                                                   |
| Großsteingrab Liesten 3                                        | Salzwedel, OT Liesten                                  | SAW       | vermutlich Ganggrab                          | zerstört zwischen 1843 und 1893 |                                                                   |
| Großsteingrab Liesten 4                                        | Salzwedel, OT Liesten                                  | SAW       | unbekannt                                    | zerstört zwischen 1843 und 1893 |                                                                   |
| Großsteingrab Liesten 5                                        | Salzwedel, OT Liesten                                  | SAW       | unbekannt                                    | zerstört zwischen 1843 und 1893 |                                                                   |
| Großsteingrab Liesten 6                                        | Salzwedel, OT Liesten                                  | SAW       | Großdolmen oder Ganggrab                     | zerstört zwischen 1843 und 1893 |                                                                   |
| Großsteingrab Lindhof („Kattenloch“)                           | Altmärkische Höhe, OT Drüsedau (Lindhof)               | SDL       | unbekannt                                    | zerstört zwischen 1843 und 1893; bei Beier fälschlich als erhalten kategorisiert |                                                                   |
| Großsteingrab Lübs 1                                           | Gommern, OT Lübs                                       | JL        | vermutlich kammerloses Hünenbett             | |                                                                   |
| Großsteingrab Lübs 2                                           | Gommern, OT Lübs                                       | JL        | vermutlich kammerloses Hünenbett             | |                                                                   |
| Großsteingrab Lübs 3                                           | Gommern, OT Lübs                                       | JL        | vermutlich kammerloses Hünenbett             | |                                                                   |
| Großsteingrab Lübs 4                                           | Gommern, OT Lübs                                       | JL        | unbekannt                                    | |                                                                   |
| Großsteingrab Lüdelsen 7                                       | Jübar, OT Lüdelsen                                     | SAW       | vermutlich erweiterter Dolmen                | zerstört zwischen 1838 und 1893 |                                                                   |
| Großsteingrab Lüdelsen                                         | Jübar, OT Lüdelsen                                     | SAW       | vermutlich erweiterter Dolmen                | bei Beier mit 6 nummeriert, bei Hartmut Bock, Barbara Fritsch, Lothar Mittag: Großsteingräber der Altmark. 2006 bezeichnet diese Nummer ein erhaltenes Grab, das Beier mit 8 nummeriert, zerstört zwischen 1838 und 1893                                 |                                                                   |
| Großsteingrab Magdeburg-Diesdorf                               | Magdeburg, Stadtteil Diesdorf                          | MD        | vermutlich Großsteingrab                     | |                                                                   |
| Großsteingräber bei Möckern                                    | Möckern                                                | JL        | unbekannt                                    | Mehr als eine Anlage zerstört, genaue Zahl aber unbekannt |                                                                   |
| Großsteingrab Molmke 2                                         | Diesdorf, OT Molmke                                    | SAW       | unbekannt                                    | zerstört zwischen 1843 und 1893 |                                                                   |
| Großsteingrab Molmke 3                                         | Diesdorf, OT Molmke                                    | SAW       | Großdolmen oder Ganggrab                     | zerstört zwischen 1843 und 1893 |                                                                   |
| Großsteingrab Molmke 4                                         | Diesdorf, OT Molmke                                    | SAW       | erweiterter Dolmen oder Großdolmen           | zerstört zwischen 1843 und 1893 |                                                                   |
| Großsteingrab Molmke 5                                         | Diesdorf, OT Molmke                                    | SAW       | unbekannt                                    | zerstört zwischen 1843 und 1893 |                                                                   |
| Großsteingrab Molmke 6                                         | Diesdorf, OT Molmke                                    | SAW       | Großdolmen oder Ganggrab                     | zerstört zwischen 1843 und 1893 |                                                                   |
| Großsteingrab Molmke 7                                         | Diesdorf, OT Molmke                                    | SAW       | Großdolmen oder Ganggrab                     | zerstört zwischen 1843 und 1893 |                                                                   |
| Großsteingrab Molmke 8                                         | Diesdorf, OT Molmke                                    | SAW       | unbekannt                                    | zerstört zwischen 1843 und 1893 |                                                                   |
| Großsteingrab Molmke 9                                         | Diesdorf, OT Molmke                                    | SAW       | erweiterter Dolmen oder Großdolmen           | zerstört zwischen 1843 und 1893 |                                                                   |
| Großsteingrab Molmke 10                                        | Diesdorf, OT Molmke                                    | SAW       | unbekannt                                    | zerstört vor 1893; evtl. noch zwei weitere zerstörte Gräber |                                                                   |
| Großsteingrab Mose 1                                           | Wolmirstedt, OT Mose                                   | BK        | Urdolmen oder Steinkiste                     | |                                                                   |
| Großsteingrab Mose 2                                           | Wolmirstedt, OT Mose                                   | BK        | unbekannt                                    | |                                                                   |
| Großsteingrab Mose 3                                           | Wolmirstedt, OT Mose                                   | BK        | unbekannt                                    | |                                                                   |
| Großsteingrab Mose 4                                           | Wolmirstedt, OT Mose                                   | BK        | unbekannt                                    | |                                                                   |
| Großsteingrab Mose 5                                           | Wolmirstedt, OT Mose                                   | BK        | unbekannt                                    | |                                                                   |
| Großsteingrab Mösenthin                                        | Kalbe (Milde), OT Mösenthin                            | SAW       | unbekannt                                    | zerstört zwischen 1843 und 1893 |                                                                   |
| Großsteingrab Mosigkau 1                                       | Dessau-Roßlau, OT Mosigkau (Mosigkauer Heide)          | DE        | unbekannt                                    | |                                                                   |
| Großsteingrab Mosigkau 2                                       | Dessau-Roßlau, OT Mosigkau (Mosigkauer Heide)          | DE        | unbekannt                                    | |                                                                   |
| Großsteingrab Nahrstedt 1                                      | Stendal, OT Nahrstedt                                  | SDL       | unbekannt                                    | zerstört in der ersten Hälfte des 19. Jahrhunderts |                                                                   |
| Großsteingrab Nahrstedt 2                                      | Stendal, OT Nahrstedt                                  | SDL       | unbekannt                                    | zerstört in der ersten Hälfte des 19. Jahrhunderts |                                                                   |
| Großsteingrab Nahrstedt 3                                      | Stendal, OT Nahrstedt                                  | SDL       | unbekannt                                    | zerstört in der ersten Hälfte des 19. Jahrhunderts |                                                                   |
| Großsteingrab Nahrstedt 4                                      | Stendal, OT Nahrstedt                                  | SDL       | unbekannt                                    | zerstört in der ersten Hälfte des 19. Jahrhunderts |                                                                   |
| Großsteingrab Nahrstedt 5                                      | Stendal, OT Nahrstedt                                  | SDL       | unbekannt                                    | zerstört in der ersten Hälfte des 19. Jahrhunderts |                                                                   |
| Großsteingrab Nahrstedt 6                                      | Stendal, OT Nahrstedt                                  | SDL       | unbekannt                                    | zerstört in der ersten Hälfte des 19. Jahrhunderts |                                                                   |
| Großsteingrab Nahrstedt 7                                      | Stendal, OT Nahrstedt                                  | SDL       | unbekannt                                    | zerstört in der ersten Hälfte des 19. Jahrhunderts |                                                                   |
| Großsteingrab Nahrstedt 8                                      | Stendal, OT Nahrstedt                                  | SDL       | unbekannt                                    | zerstört in der ersten Hälfte des 19. Jahrhunderts |                                                                   |
| Großsteingrab Nahrstedt 9                                      | Stendal, OT Nahrstedt                                  | SDL       | unbekannt                                    | zerstört in der ersten Hälfte des 19. Jahrhunderts |                                                                   |
| Großsteingrab Nahrstedt 10                                     | Stendal, OT Nahrstedt                                  | SDL       | unbekannt                                    | zerstört in der ersten Hälfte des 19. Jahrhunderts |                                                                   |
| Großsteingrab Nahrstedt 11                                     | Stendal, OT Nahrstedt                                  | SDL       | unbekannt                                    | zerstört in der ersten Hälfte des 19. Jahrhunderts |                                                                   |
| Großsteingrab Nahrstedt 12                                     | Stendal, OT Nahrstedt                                  | SDL       | unbekannt                                    | zerstört in der ersten Hälfte des 19. Jahrhunderts |                                                                   |
| Großsteingrab Nahrstedt 13                                     | Stendal, OT Nahrstedt                                  | SDL       | unbekannt                                    | zerstört in der ersten Hälfte des 19. Jahrhunderts |                                                                   |
| Großsteingrab Nahrstedt 14                                     | Stendal, OT Nahrstedt                                  | SDL       | unbekannt                                    | zerstört in der ersten Hälfte des 19. Jahrhunderts |                                                                   |
| Großsteingrab Nedlitz                                          | Gommern, OT Nedlitz                                    | JL        | unbekannt                                    | |                                                                   |
| Großsteingrab NHA 11 (Großsteingrab Haldensleben I 11)         | Haldensleben, OT Haldensleben I                        | BK        | unbekannt                                    | Grabung 1896 | Großsteingrab NHA 11                                              |
| Großsteingrab NHA 12 (Großsteingrab Haldensleben I 12)         | Haldensleben, OT Haldensleben I                        | BK        | unbekannt                                    | |                                                                   |
| Großsteingrab Nieps 1                                          | Rohrberg, OT Nieps                                     | SAW       | unbekannt                                    | zerstört zwischen 1843 und 1893 |                                                                   |
| Großsteingrab Nieps 2                                          | Rohrberg, OT Nieps                                     | SAW       | unbekannt                                    | zerstört zwischen 1843 und 1893 |                                                                   |
| Großsteingrab Oebles-Schlechtewitz                             | Bad Dürrenberg, OT Oebles-Schlechtewitz                | SK        | Eingesenktes Kammergrab oder Mauerkammergrab | |                                                                   |
| Großsteingrab Osterode am Fallstein                            | Osterwieck, OT Osterode am Fallstein                   | HZ        | eingesenktes Kammergrab                      | 1867 zerstört; Funde geborgen |                                                                   |
| Hünengrab Ottersleben                                          | Magdeburg, Stadtteil Ottersleben                       | MD        | unbekannt                                    | |                                                                   |
| Großsteingrab Pfahlberg                                        | Magdeburg, Stadtteil Sülzegrund                        | MD        | Großdolmen oder Ganggrab                     | | Großsteingrab Pfahlberg                                           |
| Großsteingrab Polkern 1                                        | Osterburg, OT Polkern                                  | SDL       | unbekannt                                    | zerstört zwischen 1843 und 1893 |                                                                   |
| Großsteingrab Polkern 2                                        | Osterburg, OT Polkern                                  | SDL       | unbekannt                                    | zerstört zwischen 1843 und 1893 |                                                                   |
| Großsteingrab Polkern 3                                        | Osterburg, OT Polkern                                  | SDL       | unbekannt                                    | zerstört zwischen 1843 und 1893 |                                                                   |
| Großsteingrab Pretzien                                         | Schönebeck (Elbe), OT Pretzien                         | SLK       | unbekannt (vermutlich Großsteingrab)         | |                                                                   |
| Großsteingrab Preußlitz („Sieben Steine“)                      | Bernburg (Saale), OT Preußlitz                         | SLK       | unbekannt                                    | vom ursprünglichen Standort entfernt und im Ort in einer Reihe aufgestellt; es ist unklar, wie die ursprüngliche Anlage ausgesehen hat und ob es sich überhaupt um ein Großsteingrab oder die Reste einer Menhiranlage handelt                           | Sieben Steine von Preußlitz                                       |
| Großsteingrab Prödel                                           | Gommern, OT Prödel                                     | JL        | vermutlich kammerloses Hünenbett             | |                                                                   |
| Großsteingrab Püggen 1                                         | Kuhfelde, OT Püggen                                    | SAW       | Großdolmen oder Ganggrab                     | zerstört zwischen 1843 und 1893 |                                                                   |
| Großsteingrab Püggen 2                                         | Kuhfelde, OT Püggen                                    | SAW       | unbekannt                                    | zerstört zwischen 1843 und 1893 |                                                                   |
| Großsteingräber bei Püggen                                     | Kuhfelde, OT Püggen                                    | SAW       | unbekannt                                    | mehrere weitere zerstörte Anlagen unbekannter Zahl; zerstört vor 1843 |                                                                   |
| Großsteingrab Quadendambeck                                    | Apenburg-Winterfeld, OT Quadendambeck                  | SAW       | unbekannt                                    | zerstört zwischen 1843 und 1893 |                                                                   |
| Großsteingrab Quetz                                            | Zörbig, OT Quetzdölsdorf (Quetz)                       | ABI       | Großsteingrab oder Mauerkammergrab           | |                                                                   |
| Großsteingrab Reddigau                                         | Diesdorf, OT Reddigau                                  | SAW       | unbekannt                                    | zerstört zwischen 1843 und 1893 |                                                                   |
| Großsteingrab Risau                                            | Möckern, Stadtteil Risau                               | JL        | unbekannt (vermutlich Großsteingrab)         | |                                                                   |
| Großsteingrab Ristedt 1                                        | Klötze, OT Ristedt                                     | SAW       | Großdolmen oder Ganggrab                     | zerstört zwischen 1843 und 1893; bei Beier fälschlich als erhalten kategorisiert |                                                                   |
| Großsteingrab Ristedt 2                                        | Klötze, OT Ristedt                                     | SAW       | Großdolmen oder Ganggrab                     | zerstört zwischen 1843 und 1893 |                                                                   |
| Großsteingrab Ristedt 3                                        | Klötze, OT Ristedt                                     | SAW       | vermutlich Großdolmen                        | zerstört zwischen 1843 und 1893 |                                                                   |
| Großsteingrab Ristedt 4                                        | Klötze, OT Ristedt                                     | SAW       | vermutlich Großdolmen                        | zerstört zwischen 1843 und 1893 |                                                                   |
| Großsteingrab Ristedt 5                                        | Klötze, OT Ristedt                                     | SAW       | unbekannt                                    | zerstört zwischen 1843 und 1893 |                                                                   |
| Großsteingrab Rohrberg 1                                       | Rohrberg                                               | SAW       | Großdolmen oder Ganggrab                     | zerstört zwischen 1843 und 1893 |                                                                   |
| Großsteingrab Rohrberg 2                                       | Rohrberg                                               | SAW       | vermutlich Großdolmen                        | zerstört zwischen 1843 und 1893 |                                                                   |
| Großsteingrab Rohrberg 3                                       | Rohrberg                                               | SAW       | vermutlich erweiterter Dolmen                | zerstört zwischen 1843 und 1893 |                                                                   |
| Großsteingrab Rohrberg 4                                       | Rohrberg                                               | SAW       | vermutlich Großdolmen                        | zerstört zwischen 1843 und 1893 |                                                                   |
| Großsteingrab Rohrberg 5                                       | Rohrberg                                               | SAW       | unbekannt                                    | zerstört zwischen 1843 und 1893 |                                                                   |
| Großsteingrab Rohrberg 6                                       | Rohrberg                                               | SAW       | unbekannt                                    | zerstört vor 1893 |                                                                   |
| Großsteingrab Rohrberg 7                                       | Rohrberg                                               | SAW       | unbekannt                                    | zerstört vor 1893 |                                                                   |
| Großsteingrab Rohrberg 8                                       | Rohrberg                                               | SAW       | unbekannt                                    | zerstört vor 1893 |                                                                   |
| Großsteingrab Roschwitz                                        | Bernburg, OT Roschwitz                                 | SLK       | unbekannt                                    | |                                                                   |
| Großsteingrab Sallenthin („Sechswochenbett“, „Sechswöchnerin“) | Kalbe (Milde), OT Sallenthin                           | SAW       | vermutlich Großdolmen                        | zerstört zwischen 1843 und 1893; die an einem Ende spitz zulaufende Umfassung ist für die Altmark ungewöhnlich |                                                                   |
| Großsteingrab Samswegen                                        | Niedere Börde, OT Samswegen                            | BK        | unbekannt (vermutlich Großsteingrab)         | |                                                                   |
| Großsteingrab Schadewohl 4                                     | Diesdorf, OT Schadewohl                                | SAW       | Großdolmen oder Ganggrab                     | zerstört in den 1850ern |                                                                   |
| Großsteingrab Schadewohl 5                                     | Diesdorf, OT Schadewohl                                | SAW       | vermutlich Polygonaldolmen                   | zerstört zwischen 1843 und 1893 |                                                                   |
| Großsteingrab Schiepzig                                        | Salzatal, OT Schiepzig                                 | SK        | vermutlich Großdolmen                        | Grabung 1825 |                                                                   |
| Großsteingrab Schnarsleben                                     | Hohe Börde, OT Schnarsleben                            | BK        | unbekannt                                    | |                                                                   |
| Großsteingrab Schönebeck-Salzelmen                             | Schönebeck (Elbe), OT Bad Salzelmen                    | SLK       | unbekannt                                    | zerstört 1835/36; Funde geborgen |                                                                   |
| Großsteingrab Sinsleben                                        | Falkenstein/Harz, OT Ermsleben (Sinsleben)             | HZ        | Großsteingrab oder Mauerkammergrab           | |                                                                   |
| Großsteingrab Stapel                                           | Altmärkische Höhe, OT Stapel                           | SDL       | unbekannt                                    | zerstört zwischen 1843 und 1893 |                                                                   |
| Großsteingrab Steckby                                          | Zerbst/Anhalt, OT Steckby                              | ABI       | unbekannt                                    | |                                                                   |
| Großsteingrab Stedten 1                                        | Seegebiet Mansfelder Land, OT Stedten                  | MSH       | Großsteingrab oder Steinkiste                | |                                                                   |
| Großsteingrab Stedten 2                                        | Seegebiet Mansfelder Land, OT Stedten                  | MSH       | Großdolmen oder eingesenktes Kammergrab      | |                                                                   |
| Großsteingrab Steinfeld (2)                                    | Bismark (Altmark), OT Steinfeld (Altmark)              | SDL       | unbekannt                                    | zerstört in den 1850er Jahren, Hügelschüttung 1893 noch erkennbar |                                                                   |
| Großsteingrab Steinfeld (3)                                    | Bismark (Altmark), OT Steinfeld (Altmark)              | SDL       | Großdolmen oder Ganggrab                     | zerstört 1853 |                                                                   |
| Großsteingräber bei Steinfeld                                  | Bismark (Altmark), OT Steinfeld (Altmark)              | SDL       | unbekannt                                    | mehrere Anlagen unbekannter Zahl; zerstört vor 1843 |                                                                   |
| Großsteingrab Streetz                                          | Dessau-Roßlau, OT Streetz                              | DE        | unbekannt (vermutlich Großsteingrab)         | zerstört im 18. Jahrhundert |                                                                   |
| Großsteingrab SÜP 3 (Großsteingrab Süplingen 3)                | Haldensleben, OT Süplingen                             | BK        | unbekannt                                    | möglicherweise zwei Grabkammern, Grabung 1896–97, zerstört nach 1918 |                                                                   |
| Großsteingrab SÜP 4 (Großsteingrab Süplingen 4)                | Haldensleben, OT Süplingen                             | BK        | unbekannt                                    | Grabung 1896, Rinne fand 2010 noch zwei erhaltene Steine vor, diese sind mittlerweile an der angegebenen Stelle nicht mehr auffindbar |                                                                   |
| Großsteingrab Tangeln KS 153 („Eulenkammer“)                   | Beetzendorf, OT Tangeln                                | SAW       | vermutlich Ganggrab                          | |                                                                   |
| Großsteingrab Tangeln KS 154                                   | Beetzendorf, OT Tangeln                                | SAW       | vermutlich erweiterter Dolmen                | Grabung 1837; bei Beier fälschlich als erhalten kategorisiert | Großsteingrab Tangeln KS 154                                      |
| Großsteingrab Tangeln KS 155                                   | Beetzendorf, OT Tangeln                                | SAW       | unbekannt                                    | Grabung 1837 |                                                                   |
| Großsteingräber bei Tangeln                                    | Beetzendorf, OT Tangeln                                | SAW       | unbekannt                                    | weitere zerstörte Anlagen unbekannter Zahl |                                                                   |
| Großsteingrab Theeßen                                          | Möckern, OT Theeßen                                    | JL        | unbekannt                                    | |                                                                   |
| Großsteingrab Thüritz                                          | Kalbe (Milde), OT Thüritz                              | SAW       | unbekannt                                    | zerstört zwischen 1843 und 1893 |                                                                   |
| Großsteingrab Tochheim                                         | Zerbst/Anhalt, OT Tochheim                             | ABI       | unbekannt                                    | |                                                                   |
| Großsteingrab Tryppehna 1                                      | Möckern, OT Tryppehna                                  | JL        | unbekannt                                    | |                                                                   |
| Großsteingrab Tryppehna 2                                      | Möckern, OT Tryppehna                                  | JL        | unbekannt (vermutlich Großsteingrab)         | |                                                                   |
| Großsteingrab Tryppehna 3                                      | Möckern, OT Tryppehna                                  | JL        | kammerloses Hünenbett                        | |                                                                   |
| Großsteingrab Unseburg                                         | Bördeaue, OT Unseburg                                  | SLK       | unbekannt (vermutlich Großsteingrab)         | |                                                                   |
| Großsteingrab Vehlitz 1                                        | Gommern, OT Vehlitz                                    | JL        | kammerloses Hünenbett                        | | Großsteingrab Vehlitz 1                                           |
| Großsteingrab Vehlitz 2                                        | Gommern, OT Vehlitz                                    | JL        | kammerloses Hünenbett                        | |                                                                   |
| Großsteingrab Vehlitz 3                                        | Gommern, OT Vehlitz                                    | JL        | unbekannt                                    | |                                                                   |
| Großsteingrab Vehlitz 4                                        | Gommern, OT Vehlitz                                    | JL        | kammerloses Hünenbett                        | |                                                                   |
| Großsteingrab Waddekath 1                                      | Diesdorf, OT Waddekath                                 | SAW       | Urdolmen oder erweiterter Dolmen             | zerstört zwischen 1843 und 1893 |                                                                   |
| Großsteingrab Waddekath 2                                      | Diesdorf, OT Waddekath                                 | SAW       | unbekannt                                    | zerstört 1842 |                                                                   |
| Großsteingrab Waddekath 3                                      | Diesdorf, OT Waddekath                                 | SAW       | unbekannt                                    | zerstört 1842 |                                                                   |
| Großsteingrab Waddekath 4                                      | Diesdorf, OT Waddekath                                 | SAW       | unbekannt                                    | zerstört 1842 |                                                                   |
| Großsteingrab Waddekath 5                                      | Diesdorf, OT Waddekath                                 | SAW       | unbekannt                                    | zerstört 1842 |                                                                   |
| Großsteingrab Wallstawe 1                                      | Wallstawe                                              | SAW       | vermutlich Ganggrab                          | zerstört zwischen 1843 und 1893 |                                                                   |
| Großsteingrab Wallstawe 2                                      | Wallstawe                                              | SAW       | vermutlich Polygonaldolmen                   | zerstört zwischen 1843 und 1893 |                                                                   |
| Großsteingrab Wallstawe 3                                      | Wallstawe                                              | SAW       | vermutlich Polygonaldolmen                   | zerstört zwischen 1843 und 1893 |                                                                   |
| Großsteingrab Wallstawe 4                                      | Wallstawe                                              | SAW       | Großdolmen oder Ganggrab                     | zerstört zwischen 1843 und 1893 |                                                                   |
| Großsteingrab Wallstawe 5                                      | Wallstawe                                              | SAW       | Großdolmen oder Ganggrab                     | zerstört zwischen 1843 und 1893 |                                                                   |
| Großsteingrab Wallstawe 6                                      | Wallstawe                                              | SAW       | unbekannt                                    | zerstört zwischen 1843 und 1893 |                                                                   |
| Großsteingrab Wallstawe 7                                      | Wallstawe                                              | SAW       | unbekannt                                    | zerstört zwischen 1843 und 1893 |                                                                   |
| Großsteingrab Wallwitz 1                                       | Möckern, OT Wallwitz                                   | JL        | unbekannt                                    | |                                                                   |
| Großsteingrab Wallwitz 2                                       | Möckern, OT Wallwitz                                   | JL        | vermutlich kammerloses Hünenbett             | |                                                                   |
| Großsteingrab Wallwitz 3                                       | Möckern, OT Wallwitz                                   | JL        | unbekannt                                    | |                                                                   |
| Großsteingrab Wallwitz 4                                       | Möckern, OT Wallwitz                                   | JL        | unbekannt                                    | |                                                                   |
| Großsteingrab Wallwitz 5                                       | Möckern, OT Wallwitz                                   | JL        | Großdolmen oder Ganggrab                     | |                                                                   |
| Großsteingrab Wallwitz 6                                       | Möckern, OT Wallwitz                                   | JL        | unbekannt                                    | |                                                                   |
| Großsteingrab Wallwitz 7                                       | Möckern, OT Wallwitz                                   | JL        | Großdolmen oder Ganggrab                     | |                                                                   |
| Großsteingrab Wallwitz 8                                       | Möckern, OT Wallwitz                                   | JL        | unbekannt                                    | |                                                                   |
| Großsteingrab Wallwitz 9                                       | Möckern, OT Wallwitz                                   | JL        | unbekannt                                    | |                                                                   |
| Großsteingrab Warnstedt                                        | Thale, OT Warnstedt                                    | HZ        | vermutlich eingesenktes Kammergrab           | Grabung 1864 |                                                                   |
| Hünenkeller                                                    | Magdeburg, Stadtteil Westerhüsen                       | MD        | unbekannt                                    | |                                                                   |
| Großsteingrab Winterfeld 2                                     | Apenburg-Winterfeld, OT Winterfeld                     | SAW       | unbekannt (vermutlich Großsteingrab)         | Grabung um 1835, wahrscheinlich wenig später zerstört, wahrscheinlich eher Grabhügel als Großsteingrab |                                                                   |
| Großsteingrab Wörmlitz 1                                       | Möckern, OT Wörmlitz                                   | JL        | Großdolmen oder Ganggrab                     | |                                                                   |
| Großsteingrab Wörmlitz 2                                       | Möckern, OT Wörmlitz                                   | JL        | unbekannt                                    | |                                                                   |
| Großsteingrab Wörmlitz 3                                       | Möckern, OT Wörmlitz                                   | JL        | unbekannt (vermutlich Großsteingrab)         | |                                                                   |
| Großsteingrab Wulfen 2 („Leimküten“)                           | Osternienburger Land, OT Wulfen                        | ABI       | unbekannt                                    | |                                                                   |
| Großsteingrab Würflau                                          | Osternienburger Land, OT Würflau                       | ABI       | Urdolmen oder Steinkiste                     | |                                                                   |
| Großsteingrab Ziepel 1                                         | Möckern, OT Ziepel                                     | JL        | vermutlich Ganggrab                          | | Großsteingrab Ziepel 1                                            |
| Großsteingrab Ziepel 2                                         | Möckern, OT Ziepel                                     | JL        | unbekannt                                    | |                                                                   |
| Großsteingrab Ziepel 3                                         | Möckern, OT Ziepel                                     | JL        | unbekannt                                    | | Großsteingrab Ziepel 3                                            |
| Großsteingrab Ziepel 4                                         | Möckern, OT Ziepel                                     | JL        | Großdolmen oder Ganggrab                     | | Großsteingrab Ziepel 4                                            |
| Großsteingrab Ziepel 5                                         | Möckern, OT Ziepel                                     | JL        | unbekannt (vermutlich Großsteingrab)         | |                                                                   |
| Großsteingrab Zörbig                                           | Zörbig                                                 | ABI       | vermutlich Großdolmen                        | Grabung 1885 |                                                                   |
| Großsteingrab Zscherben                                        | Merseburg, OT Zscherben                                | SK        | eingesenktes Kammergrab oder Mauerkammergrab | zerstört um oder nach 1796, Funde geborgen aber mit Funden aus dem Brannthügel vermischt |                                                                   |
| Großsteingrab Zuchau                                           | Barby, OT Zuchau                                       | SLK       | Großdolmen                                   | Grabung 1881, bronzezeitliche Nachbestattung |                                                                   |

### Flurnamenhinweise
| Name                            | Ort                                       | Landkreis | Anmerkungen |
| ------------------------------- | ----------------------------------------- | --------- | ----------- |
| „Brautsteinberge“               | Altenhausen, OT Ivenrode (Bischofswald)   | BK        |             |
| „Steinberg“ (1)                 | Altenhausen, OT Ivenrode (Bischofswald)   | BK        |             |
| „Steinberg“ (2)                 | Altenhausen, OT Ivenrode (Bischofswald)   | BK        |             |
| „Steinbergs-Stücke“             | Altenhausen, OT Ivenrode (Bischofswald)   | BK        |             |
| „Steingrund-Stücke“             | Altenhausen, OT Ivenrode (Bischofswald)   | BK        |             |
| „Steinklippen-Berg“             | Altenhausen, OT Ivenrode (Bischofswald)   | BK        |             |
| „Silberberg“                    | Altmärkische Höhe, OT Heiligenfelde       | SDL       |             |
| „Steinberg“                     | Altmärkische Höhe, OT Heiligenfelde       | SDL       |             |
| „Steinberg-Stücke“              | Arendsee, OT Kläden                       | SDL       |             |
| „Das blaue Steinfeld“           | Barleben                                  | BK        |             |
| „Stein-Stücken“                 | Beetzendorf, OT Darnebeck                 | SAW       |             |
| „Kellerkuhlen“                  | Beetzendorf, OT Jeeben                    | SAW       |             |
| „Steinberge“                    | Beetzendorf, OT Peertz                    | SAW       |             |
| „Heidberg“                      | Beetzendorf, OT Peertz                    | SAW       |             |
| „Steinkamer“                    | Beetzendorf, OT Poppau                    | SAW       |             |
| „Steinstücke“                   | Beetzendorf, OT Poppau                    | SAW       |             |
| „Das Steinbett“                 | Bismark                                   | SDL       |             |
| „Bei den Hünensteinen“          | Bismark, OT Beesewege                     | SDL       |             |
| „Hinterste Steinacker“          | Bismark, OT Dobberkau                     | SDL       |             |
| „Kurze Steinacker“              | Bismark, OT Dobberkau                     | SDL       |             |
| „Der Heidberg“                  | Bismark, OT Döllnitz                      | SDL       |             |
| „Hinterm Steinbusch“            | Bismark, OT Hohenwulsch                   | SDL       |             |
| „Neben und über dem Steinbusch“ | Bismark, OT Hohenwulsch                   | SDL       |             |
| „Altes Hühnerland“              | Bismark, OT Meßdorf                       | SDL       |             |
| „Kleines Hühnerland“            | Bismark, OT Meßdorf                       | SDL       |             |
| „Neues Hühnerland“              | Bismark, OT Meßdorf                       | SDL       |             |
| „Hühnerworth“                   | Bismark, OT Schorstedt                    | SDL       |             |
| „Hühnerland“                    | Bismark, OT Späningen                     | SDL       |             |
| Steinfeld                       | Bismark (Altmark), OT Steinfeld (Altmark) | SDL       | Ortsname    |
| „Am großen Steine“              | Bismark, OT Wartenberg                    | SDL       |             |
| „Steinstücken“                  | Burg (bei Magdeburg), OT Detershagen      | JL        |             |
| „Das Hühnerfeld“                | Burg (bei Magdeburg), OT Schartau         | JL        |             |
| „Hohe Stein“                    | Burgstall (Forst)                         | BK        |             |
| „Hühner-Berge“                  | Burgstall (Forst)                         | BK        |             |
| „der Teufelskeller“             | Burgstall (Forst)                         | BK        |             |
| „Steinbreite“                   | Burgstall, OT Cröchern                    | BK        |             |
| „Steinbergsbreite“              | Burgstall, OT Dolle                       | BK        |             |
| „Steinberge“                    | Colbitz (Forst)                           | BK        |             |
| „Steinberge“                    | Möckern, OT Dalchau                       | BK        |             |
| „Steinstückchen“                | Diesdorf, OT Abbendorf                    | SAW       |             |
| „Steenkamp“                     | Diesdorf, OT Mehmke                       | SAW       |             |
| „Steinstücken“                  | Diesdorf, OT Peckensen                    | SAW       |             |
| „Steinberge“                    | Diesdorf, OT Schadewohl                   | SAW       |             |
| „hinter den Hünengräbern“       | Diesdorf, OT Waddekath                    | SAW       |             |
| „Steinberg-Stücke“              | Eichstedt, OT Baumgarten                  | SDL       |             |
| „Steinberge“                    | Fleetmark, OT Lüge                        | SAW       |             |
| „Steinberg“ (1)                 | Fleetmark, OT Störpke                     | SAW       |             |
| „Steinberg“ (2)                 | Fleetmark, OT Störpke                     | SAW       |             |
| „Steinberg-Stücken“             | Gardelegen, OT Zichtau                    | SAW       |             |
| „Steinberge“                    | Gardelegen, OT Zichtau                    | SAW       |             |
| „Der lange Stein“               | Goldbeck, OT Möllendorf                   | SDL       |             |
| „Kurze Stein“                   | Goldbeck, OT Möllendorf                   | SDL       |             |
| „Teufelskellerberg“             | Gommern, OT Lübs                          | JL        |             |
| „Steinmaassen“                  | Gommern, OT Vehlitz                       | JL        |             |
| „Steinstücken“                  | Gommern, OT Vehlitz                       | JL        |             |
| „Hünengräber“                   | Harbke                                    | BK        |             |
| „Der Steinberg“                 | Hassel, OT Sanne                          | SDL       |             |
| „Unterm blauen Stein“           | Hohe Börde, OT Hermsdorf                  | BK        |             |
| „Steinberg“                     | Hohe Börde, OT Schnarsleben               | BK        |             |
| „Großer Teufelsküchenberg“      | Hohe Börde, OT Schnarsleben               | BK        |             |
| „Kleiner Teufelsküchenberg“     | Hohe Börde, OT Schnarsleben               | BK        |             |
| „Der Steinberg“                 | Hohenberg-Krusemark                       | SDL       |             |
| „Am großen Stein“               | Jübar, OT Lüdelsen                        | SAW       |             |
| „Die Steinkammern“              | Jübar, OT Nettgau                         | SAW       |             |
| „Kellerberg“                    | Kalbe (Milde), OT Beese                   | SAW       |             |
| „Steinbleeke“                   | Kalbe (Milde), OT Bühne                   | SAW       |             |
| „Steingrund“                    | Kalbe (Milde), OT Dolchau                 | SAW       |             |
| „Teufelsberg“                   | Kalbe (Milde), OT Engersen                | SAW       |             |
| „Auf dem Teufelsberg“           | Kalbe (Milde), OT Engersen                | SAW       |             |
| „Hühnerbreite“                  | Kalbe (Milde), OT Engersen                | SAW       |             |
| „Die Steingrund“                | Kalbe (Milde), OT Jemmeritz               | SAW       |             |
| „Hünenberg“                     | Kalbe (Milde), OT Kahrstedt               | SAW       |             |
| „Steinbusch“                    | Kalbe (Milde), OT Siepe                   | SAW       |             |
| „Der Hühnerbusch“               | Kalbe (Milde), OT Wernstedt               | SAW       |             |
| „Steinbergenden“                | Klötze, OT Nesenitz                       | SAW       |             |
| „Steinkammer“                   | Klötze, OT Siedentramm                    | SAW       |             |
| „Steenberg“                     | Kuhfelde, OT Valfitz                      | SAW       |             |
| „Der Teufelskeller“             | Loitsche-Heinrichsberg, OT Loitsche       | BK        |             |
| „Am blauen Stein“               | Möckern, OT Magdeburgerforth (Rosenkrug)  | JL        |             |
| „Gewölbebreiten“                | Möckern, OT Riesdorf                      | JL        |             |
| „Hinterste Steinberge“          | Möckern, OT Zeppernick                    | JL        |             |
| „Lange Steinbrücken“            | Möckern, OT Zeppernick                    | JL        |             |
| „Mittelste Steinberge“          | Möckern, OT Zeppernick                    | JL        |             |
| „Vorderste Steinberge“          | Möckern, OT Zeppernick                    | JL        |             |
| „Die Langen hinter Steins“      | Möser, Ortschaft Körbelitz                | JL        |             |
| „Hühnerberg“                    | Möser, Ortschaft Schermen                 | JL        |             |
| „Kreuzhoch“                     | Niedere Börde, OT Groß Ammensleben        | BK        |             |
| „Auf dem Lausehoch“             | Niedere Börde, OT Groß Ammensleben        | BK        |             |
| „Teufelsberg“                   | Niedere Börde, OT Groß Ammensleben        | BK        |             |
| „Teufelshoch“                   | Niedere Börde, OT Groß Ammensleben        | BK        |             |
| „Der Hühnenkeller“              | Niedere Börde, OT Klein Ammensleben       | BK        |             |
| „Das Steinerz“                  | Niedere Börde, OT Meseberg                | BK        |             |
| „Die Steinwiesen“               | Niedere Börde, OT Meseberg                | BK        |             |
| „Vor den Steinen“               | Niedere Börde, OT Meseberg                | BK        |             |
| „Der Heidberg“                  | Niedere Börde, OT Samswegen               | BK        |             |
| „Am Steinbette“                 | Niedere Börde, OT Samswegen               | BK        |             |
| „Hühnerbusch“                   | Osterburg, OT Zedau                       | SDL       |             |
| „Steinkammerberg“               | Rohrberg, OT Ahlum                        | SAW       |             |
| „Steinweg-Stücke“               | Salzwedel, OT Brietz                      | SAW       |             |
| „Bie groot Steen“               | Salzwedel, OT Cheine                      | SAW       |             |
| „Heidberg“                      | Salzwedel, OT Chüttlitz                   | SAW       |             |
| „Steinberge“                    | Salzwedel, OT Jeebel                      | SAW       |             |
| „Steinberg-Stücken“             | Salzwedel, OT Jeebel                      | SAW       |             |
| „Steinstücke“                   | Salzwedel, OT Kricheldorf                 | SAW       |             |
| „Steinerne Frau“                | Schönebeck (Elbe)                         | SLK       |             |
| „Am blauen Stein“               | Schönebeck (Elbe), OT Felgeleben          | SLK       |             |
| „Am Teufelsküchenberg“          | Schönebeck (Elbe), OT Bad Salzelmen       | SLK       |             |
| Stendal                         | Stendal                                   | SDL       | Ortsname    |
| „Steinberg“                     | Stendal                                   | SDL       |             |
| „Hühnerberg“                    | Stendal, OT Jarchau (Hassel)              | SDL       |             |
| „Teufelsbusch“                  | Stendal, OT Jarchau (Hassel)              | SDL       |             |
| „am Teufelsbusch“               | Stendal, OT Jarchau (Hassel)              | SDL       |             |
| „Teufelswiese“                  | Stendal, OT Jarchau (Hassel)              | SDL       |             |
| „Steenhunen“                    | Wallstawe, OT Gieseritz                   | SAW       |             |
| Britschenstein                  | Magdeburg, Stadtteil Westerhüsen          | MD        |             |
| „Steinberge“                    | Zerbst/Anhalt, OT Güterglück              | ABI       |             |
| „Steinberge“                    | Zerbst/Anhalt, OT Kämeritz                | ABI       |             |
| „Steinberg“                     | Zielitz                                   | BK        |             |

### Irrtümlich als Großsteingräber geführt
| Fundplatz               | Ort                              | Landkreis | Befund                                          | Anmerkungen                                                                             | Bild |
| ----------------------- | -------------------------------- | --------- | ----------------------------------------------- | --------------------------------------------------------------------------------------- | ---- |
| Bebertal I Fpl. 12      | Hohe Börde, OT Bebertal I        | BK        | ?                                               | drei Steine erhalten                                                                    |      |
| Bebertal I Fpl. 36      | Hohe Börde, OT Bebertal I        | BK        | Fundamentierung                                 |                                                                                         |      |
| Bebertal I Fpl. 37      | Hohe Börde, OT Bebertal I        | BK        | ?                                               | sieben Steine erhalten, Deutung als Großsteingrab fraglich                              |      |
| Bebertal I Fpl. 38      | Hohe Börde, OT Bebertal I        | BK        | ?                                               | zerstört, Deutung als Großsteingrab fraglich                                            |      |
| Haldensleben I Fpl. 10  | Haldensleben, OT Haldensleben I  | BK        | ?                                               | zerstört, Deutung als Großsteingrab fraglich                                            |      |
| Haldensleben II Fpl. 1  | Haldensleben, OT Haldensleben II | BK        | Teil der Mauerfundamente von Burg Wichmannsdorf |                                                                                         |      |
| Haldensleben II Fpl. 2  | Haldensleben, OT Haldensleben II | BK        | ?                                               | zerstört, Deutung als Großsteingrab fraglich                                            |      |
| Haldensleben II Fpl. 8  | Haldensleben, OT Haldensleben II | BK        | Sandgrube                                       | zerstört, 1950 Fund eines Trichterbechers in einer Sandgrube ohne Steine                |      |
| Haldensleben II Fpl. 42 | Haldensleben, OT Haldensleben II | BK        | Teil der Mauerfundamente von Burg Wichmannsdorf |                                                                                         |      |
| Hundisburg Fpl. 15      | Haldensleben, OT Hundisburg      | BK        | Grabhügel                                       | Grabung 2009, bronzezeitlicher Grabhügel, Findlinge erst nachträglich ergänzt (Barock?) |      |
| Hundisburg Fpl. 37      | Haldensleben, OT Hundisburg      | BK        | Lesesteinhaufen                                 |                                                                                         |      |
| Süplingen Fpl. 5        | Haldensleben, OT Süplingen       | BK        | ?                                               | zerstört                                                                                |      |